# Guerra dei sette anni
La guerra dei sette anni si svolse tra il 1756 e il 1763 e coinvolse le principali potenze europee dell'epoca. Gli opposti schieramenti vedevano da un lato l'alleanza composta da Regno di Gran Bretagna, Regno di Prussia, Elettorato di Hannover, altri Stati minori della Germania nord-occidentale e, dal 1762, il Regno del Portogallo; dall'altro lato, la coalizione composta da Regno di Francia, Monarchia asburgica, Sacro Romano Impero (principalmente l'Elettorato di Sassonia, mentre il coinvolgimento degli altri Stati dell'impero fu minimo), Impero russo, Svezia e, dal 1762, Spagna. Francesi e britannici fecero anche ricorso a svariati alleati locali tra le popolazioni native dell'India e dell'America settentrionale.
La guerra si concluse con la stipula di una serie di trattati di pace separati tra i vari contendenti. Trionfatrice del conflitto fu la Gran Bretagna, che si assicurò i maggiori guadagni territoriali e politici: dalla Francia i britannici ottennero la cessione dell'odierno Canada e delle colonie francesi poste a oriente del fiume Mississippi oltre a vari altri territori in India, nei Caraibi e sulla costa del Senegal; mentre la Spagna fu costretta a cedere la colonia della Florida. La guerra segnò il definitivo tramonto del colonialismo francese in America settentrionale e l'avvio del declino dell'influenza della Francia in India, sancendo all'opposto l'affermarsi della Gran Bretagna come principale potenza marittima e coloniale. La Prussia di Federico II, invece, ottenne alcuni importanti guadagni politici: il conflitto confermò la cessione ai prussiani della ricca provincia della Slesia, già ottenuta nel corso della precedente guerra di successione austriaca, e sancì l'affermarsi della Prussia come grande potenza continentale in Europa. L'andamento del conflitto confermò anche il ruolo rilevante che nella politica europea aveva oramai assunto l'Impero russo.
Winston Churchill, nella sua Storia dei popoli di lingua inglese, definì il conflitto come la prima vera guerra mondiale: fu infatti combattuta non solo sul territorio europeo ma anche nelle Americhe, in Asia e in Africa occidentale, dove Francia, Gran Bretagna e Spagna avevano dei possedimenti coloniali. A differenza delle precedenti guerre di successione del XVIII secolo, il conflitto ebbe caratteri tipici della guerra moderna, anticipatori di quella che nel XX secolo verrà definita "guerra totale": le parti in conflitto si trovarono ad impegnare completamente le proprie risorse, tanto che la lotta venne proseguita ad oltranza, anche quando le prospettive di guadagni territoriali erano divenute minime. Oltre alla mera occupazione di territori, furono obiettivi primari la distruzione degli eserciti nemici e il dominio commerciale, cui miravano in special modo Gran Bretagna e Francia con la lotta sui mari e nelle colonie.

## Terminologia
L'estensione mondiale e la varietà della guerra hanno portato a una diversificazione della terminologia utilizzata per indicarla.
All'interno del conflitto la storiografia anglosassone distingue gli scontri avvenuti nella penisola indiana, legati ad altri avvenuti in precedenza nello stesso secolo, chiamandoli "terza guerra carnatica" o "terza guerra del Carnatico" (in inglese Third Carnatic War, in francese Troisième guerre carnatique) dal nome della regione indiana del Carnatic o Carnatico dove avvennero i principali combattimenti tra francesi e britannici. La stessa storiografia, e in particolare quella statunitense, usa denominare "guerra franco-indiana" (in inglese French and Indian War) gli scontri avvenuti in Nordamerica, che iniziarono un paio d'anni prima dell'avvio delle operazioni belliche nel teatro europeo; nelle regioni del Canada francofono la guerra dei sette anni è invece nota come "guerra della conquista" (in francese guerre de la Conquête), visto che il conflitto segnò il passaggio di quelle regioni dal dominio della Francia a quello della Gran Bretagna.
Nella storiografia di lingua tedesca la lotta tra Prussia, Austria e Russia (con interventi di Francia e alleati tedeschi delle due parti), in ragione del legame di continuità con la conquista della Slesia nella precedente guerra di successione austriaca, viene denominata "terza guerra slesiana" (in tedesco Dritter Schlesischer Krieg); la storiografia svedese denomina invece gli scontri tra Svezia e Prussia come "guerra di Pomerania" (in svedese Pommerska kriget), in quanto confinati alla sola regione della Pomerania. La guerra tra Portogallo (sostenuto dalla Gran Bretagna) e Spagna (sostenuta dalla Francia) nel 1762-1763 è nota con l'espressione (tanto portoghese che spagnola) di Guerra Fantástica, in ragione del fatto che il piccolo e poco armato Portogallo seppe tenere testa e sconfiggere le poderose armate messe in campo dai franco-spagnoli.

## Antefatti e cause
La prima metà del XVIII secolo si era conclusa con il trattato di Aquisgrana (o di Aix-la-Chapelle, dal toponimo francese), sottoscritto il 18 ottobre 1748 tra tutte le maggiori potenze d'Europa. Esso aveva messo fine alla lunga guerra di successione austriaca. Gli accordi avevano sostanzialmente premiato la Prussia e i Savoia, oltre ad aver restituito il Ducato di Parma e Piacenza alla sua erede legittima.
Federico II vedeva infatti confermato il possesso della Slesia a danno dell'Austria, mentre Carlo Emanuele III di Savoia, re di Sardegna, otteneva l'alto novarese, Vigevano e Voghera. Elisabetta Farnese, vedova da tre anni di Re Filippo di Spagna, si era vista riconoscere i propri diritti ereditari sul Ducato di Parma e Piacenza, che ebbe a riassegnare, a sua volta, al proprio figlio secondogenito, don Felipe, dando origine in tal modo alla quarta dinastia Borbone in Europa: i Borbone di Parma.
Solo il riassetto geo-politico degli Stati italiani aveva soddisfatto i plenipotenziari firmatari del trattato di pace, ponendo le premesse per una stabilità della penisola che si protrarrà fino all'intervento napoleonico nel 1796. Su altre questioni le varie potenze manifestavano invece un generalizzato stato di insoddisfazione. In particolare Maria Teresa d'Asburgo, anche per l'insistenza dell'alleato britannico ad ottenere la pace, in cambio di notevoli perdite territoriali aveva ottenuto solo il riconoscimento dell'elezione imperiale di Francesco I di Lorena e una riconferma della "Prammatica Sanzione", già oggetto di trattati precedenti.
I motivi di attrito tra Francia e Gran Bretagna e tra Austria e Prussia erano evidenti e incolmabili e non tardarono quindi a sfociare in guerra aperta.

### La questione slesiana
Legata da secoli al Regno di Boemia, la provincia di Slesia era stata un possedimento asburgico sin dal 1526, assieme alla contea di Glatz. Si estendeva per circa 20000 km² a nordest della Boemia e della Moravia, tra la Sassonia e il fiume Oder. Il suo capoluogo era la città di Breslavia e fungeva storicamente da cuscinetto con il confinante Regno di Polonia.
Ricca di terra fertile, miniere di carbone e sorgenti di acque minerali, era una regione fiorente e assai redditizia per gli Asburgo. Ai tempi i regnanti e i loro consiglieri badavano in ogni caso più a rivendicazioni ereditarie e considerazioni strategiche, ideali o di prestigio dinastico, che a valutazioni strettamente economiche. Inoltre il numero degli abitanti veniva valutato come un indice diretto di ricchezza. Per l'Austria, la Slesia costituiva una zona strategica di frontiera, cerniera di raccordo con la Prussia e la Polonia. Parimenti per la Prussia, il cui nucleo brandeburghese era povero di terre fertili, costituiva una risorsa vitale, sia per la sua popolazione, ai tempi in larga misura germanizzata e protestante, che per la posizione di cuscinetto. Oggi la regione appartiene in gran parte alla Polonia.
Maria Teresa era in realtà più interessata alle questioni interne che a impegnarsi in politica estera, ma nutriva un'antipatia personale verso Federico, definito a corte "il brigante di Potsdam". Il partito che a corte premeva per riconquistare la Slesia, spingendosi a progettare di smembrare e ridurre ai minimi termini la giovane potenza, ottenne quindi facilmente il suo appoggio.
In particolare si mise in luce von Kaunitz, diplomatico e politico di notevoli capacità cui Maria Teresa si affidò completamente, soprattutto nelle questioni di politica estera. Presente ad Aquisgrana come ministro plenipotenziario e nominato Cancelliere di Stato nel 1753, fu al centro della rivoluzione diplomatica che precedette di poco il conflitto.

### Wenzel Anton von Kaunitz

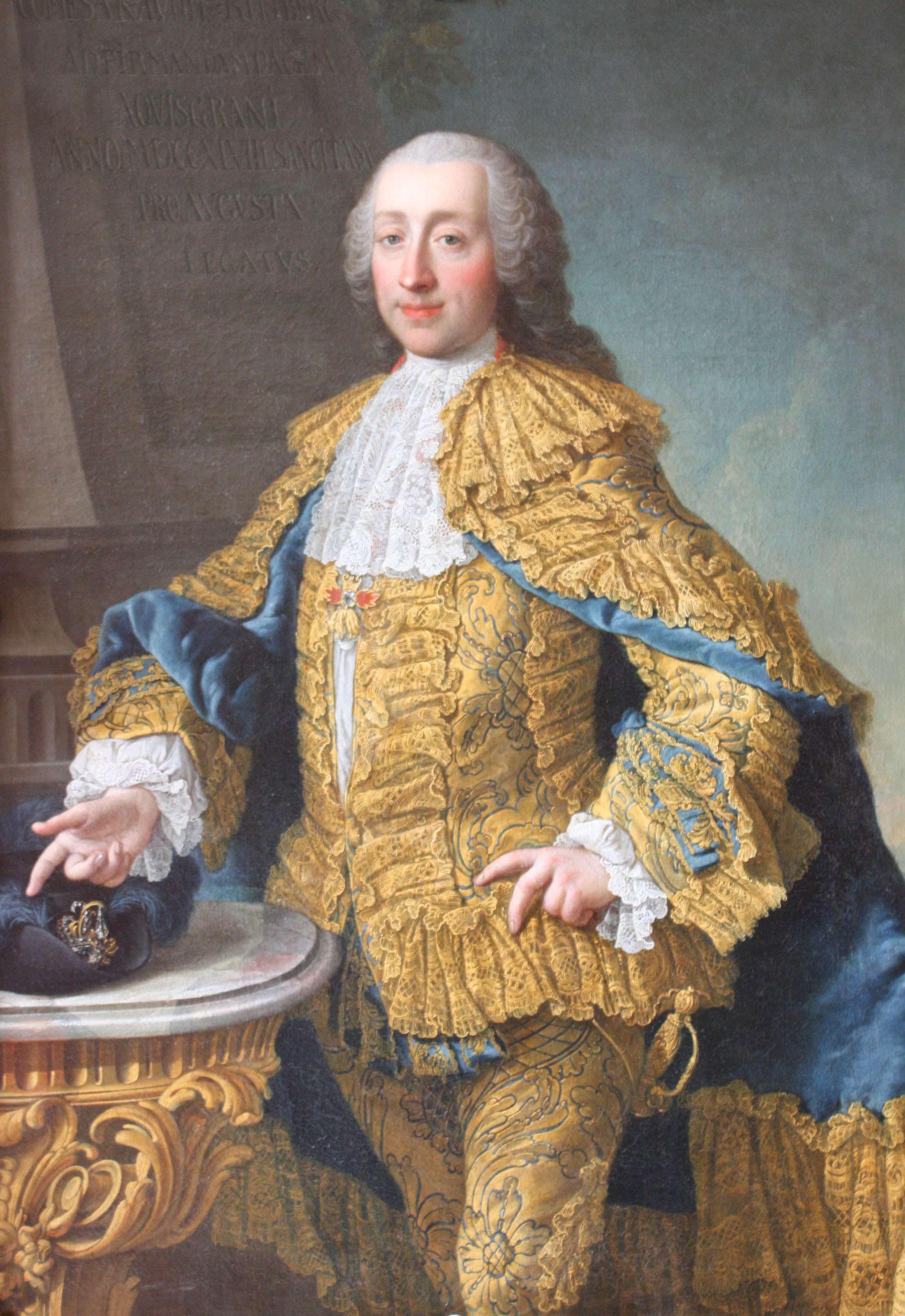
Wenzel Anton von Kaunitz-Rietberg

Già in colloqui con diplomatici francesi ad Aquisgrana von Kaunitz aveva chiarito la linea politica che seguirà negli anni a venire. Riteneva che la Prussia avesse ormai sostituito la Francia quale nemico principale degli Asburgo e che come extrema ratio anche cedere i Paesi Bassi austriaci al controllo francese sarebbe stato accettabile pur di riacquisire la Slesia, questione da lui considerata fondamentale. Negli anni successivi percorse quindi una strada di riavvicinamento diplomatico alla Francia, per quanto ostacolato dalla rivalità centenaria tra Asburgo e Borboni e da posizioni irrimediabilmente opposte su questioni come la situazione tedesca, la Polonia o l'Impero ottomano.
Nel marzo 1749, in qualità di componente della cosiddetta "conferenza segreta" (Geheime Konferenz), ebbe a suggerire apertamente all'Imperatrice che per poter rientrare in possesso della Slesia si rendeva necessario spezzare l'alleanza franco-prussiana. La sovrana diede il suo assenso al piano e nell'autunno 1750 lo inviò a Parigi come ambasciatore, con il preciso obiettivo di guadagnare alla causa asburgica re Luigi. Kaunitz restò a Parigi fino al 1752 ma non poté convincere il Borbone. Luigi si mostrava ritroso ad abbandonare il suo alleato, cui lo univa un trattato difensivo che sarebbe scaduto nel giugno del 1756, per quanto poco affidabile si fosse già dimostrato.
Il Kaunitz aveva oltretutto in mente dei veri e propri piani di smembramento della Prussia, oggetto di clausole segrete negli accordi austro-russi fin dal 1746, e aveva formulato l'ipotesi di un triplice attacco (austriaco, russo e francese) per aver ragione dei prussiani. Luigi XV si dimostrerà contrario a tali piani anche a ribaltamento di alleanze ormai avvenuto, sia per ragioni di prestigio che perché era comunque storico interesse francese un bilanciamento dei poteri in Germania.
D'altra parte a corte vi era un forte partito filo-austriaco guidato da Madame de Pompadour, di cui il Kaunitz era buon amico. I contatti successivi avvennero così tramite l'ambasciatore francese a Venezia, l'ecclesiastico de Bernis, un protetto della Pompadour, che avrà un ruolo importante negli accordi conclusivi del Trattato di Versailles del 1756.
Nella seconda metà del 1755 le trattative però languivano ancora tra proposte e controproposte, malgrado il piano di Kaunitz di cedere i Paesi Bassi austriaci a Filippo I di Parma fosse stato avanzato tramite la Pompadour. Fu infatti solo la stipula della convenzione di Westminster a far precipitare gli eventi con rapidità, con il ribaltamento delle alleanze conosciuto come "rivoluzione diplomatica del 1756" e l'estensione del conflitto tra Francia e Gran Bretagna al teatro europeo.

### La rivalità coloniale tra Francia e Gran Bretagna
La Gran Bretagna si poneva come garante del mantenimento dello status quo sul continente europeo. Le sue priorità erano infatti in primo luogo la sicurezza del vulnerabile possedimento ereditario dell'Hannover e in subordine quella degli alleati Paesi Bassi, rispetto alle quali ostacolare l'espansionismo borbonico. Tesa allo sviluppo dei commerci e del dominio sui mari, non aveva interesse a impegnarsi in un nuovo conflitto sulla terraferma o ad appoggiare le rivendicazioni austriache sulla Slesia. In Gran Bretagna era piuttosto convinzione comune che in previsione di un conflitto continentale con la Francia il tradizionale alleato austriaco avrebbe fatto la sua parte, per quanto fosse uscito indebolito dal conflitto precedente. Per ovviare a ciò vennero stipulati accordi di fornitura di truppe con diversi stati minori tedeschi.
Nella prima metà del Settecento la Francia si era aperta importanti sbocchi commerciali con la Turchia, nel bacino del Mediterraneo e nella stessa America spagnola, a danno dei concorrenti britannici, i quali dopo la guerra di successione spagnola sembravano aver ottenuto l'egemonia del commercio in Sudamerica. I generi di lusso come gli specchi, le porcellane di Sèvres, i mobili, le trine francesi conquistavano i mercati europei. Inoltre i francesi avevano una posizione di primo piano nel traffico delle merci coloniali grazie allo zucchero delle loro colonie nelle Antille. Anche l'India venne invasa di manufatti francesi: la Francia ai tempi di Luigi XIV aveva ottenuto nell'entroterra del Bengala il centro di Chandernagore e sulla costa la base di Pondichéry, da dove si allargò fino a competere con olandesi e inglesi nel commercio della cannella e delle cotonine indiane.
Il primato francese nell'esplorazione dell'interno del continente nordamericano e le conseguenti rivendicazioni territoriali erano inoltre un ostacolo all'espansione delle vivaci colonie britanniche costiere.
Punti di forza della Francia erano l'alleanza con molte tribù indiane nell'America settentrionale, i minori costi degli schiavi in Africa e dello zucchero nelle Antille. Vi erano però anche diversi punti di debolezza: lo stato francese era guidato dall'aristocrazia feudale e il sostegno statale dato alla borghesia francese nella competizione con quella inglese era scarso. Inoltre la popolazione coloniale francese era molto inferiore a quella di origini britanniche: ai tempi della guerra in Nordamerica vi erano circa 60 000 coloni francesi contrapposti ai circa 2 000 000 britannici.
Nondimeno presso la corte di Versailles aveva avuto ampio successo un memorandum proposto nel dicembre 1750 da una commissione guidata dal conte di Galissonière, che aveva servito come comandante generale a Quebec. Con notevole acume e una miscela di argomenti pratici e idealistici, egli sosteneva che l'espansione delle colonie inglesi e del commercio britannico non solo minacciava direttamente le colonie francesi in Nordamerica, ma indirettamente minava anche il predominio francese in Europa. Questo rendeva a suo parere necessario sostenere colonie in perdita come il Canada francese e la Louisiana.
Francia e Gran Bretagna avevano combattuto nelle colonie già durante la guerra di successione austriaca, come nella presa di Madras del 1746. Ad Aquisgrana era stata insediata una commissione specifica per risolvere le dispute territoriali in Nordamerica, ma non si arrivò a nulla. I francesi rivendicavano ad esempio diritti esclusivi sulla valle dell'Ohio, in ragione delle esplorazioni di La Salle nel secolo precedente. Alla penetrazione dei coloni inglesi verso la metà del secolo risposero con la spedizione "delle placche di piombo" di Céloron nel 1749 e la creazione di una linea ininterrotta di presidi fortificati. Ciò non valse però a fermare coloni e mercanti della Virginia e della Pennsylvania (organizzati nella Ohio Company) e l'ostilità degli irochesi, loro alleati, verso i nativi alleati dei francesi. Le dispute sfociarono presto in scontri aperti nei pressi dei forti eretti per garantire un minimo controllo del territorio. Un piccolo scontro avvenne a Jumonville Glen il 28 maggio 1754. Un attacco all'alba condotto da poche decine di miliziani coloniali, guidati dal giovane George Washington, e loro alleati Mingo colse di sorpresa un contingente di 35 canadesi guidati da Joseph Coulon de Villiers.
Gli scontri armati diventarono più frequenti. Senza una formale dichiarazione di guerra, nel 1755 la marina inglese iniziò ad attuare un blocco navale per impedire l'arrivo di rinforzi francesi nella Nuova Francia, mentre in Nordamerica affluivano reparti di linea britannici. L'8 giugno nello stretto di Belle Isle una flotta inglese intercettò alcune navi di linea francesi rimaste attardate e ne catturò due. L'episodio sollevò molta eccitazione in Francia e Gran Bretagna e non rimase isolato. In estate i britannici si mossero secondo un ampio piano strategico, attaccando contemporaneamente alcuni dei principali forti francesi. Il 9 luglio 1755 un contingente guidato dal gen.Edward Braddock, che comprendeva parte di due reggimenti di linea inglesi ed era diretto ad assediare Fort Duquesne, fu annientato da uno molto più piccolo di miliziani francesi e nativi alleati poco oltre un guado del fiume Monongahela. L'utilizzo di spiegamenti e tattiche europee si dimostrò infatti assai poco adatto alle foreste americane e lo shock fu grande, ma i britannici si dimostrarono capaci di imparare presto la lezione.

### La rivoluzione diplomatica del 1756
Mentre l'Austria era impegnata in complesse manovre diplomatiche per rientrare in possesso della Slesia, il governo inglese, sollecitato da Giorgio II, si prodigava a garantire la sicurezza dei possedimenti ereditari hannoveriani, fertili e ricchi di miniere ma scarsamente difendibili.
Dotata di un esercito terrestre poco numeroso, la Gran Bretagna era solita trattare la fornitura di contingenti militari alleati in cambio di sussidi. Il governo guidato da Newcastle si era rivolto fin dal 1753 a quello russo, spinta in questo anche dalla diplomazia austriaca. Secondo l'uso del tempo si garantiva inoltre da tempo la presenza alla corte russa di un partito filo-inglese con bustarelle. Allorché il conflitto con la Francia divenne aperto, il timore per un'entrata in campo della Prussia al suo fianco aumentò. Il governo inglese decise quindi di accelerare un accordo con i russi per poterlo utilizzare come spauracchio verso l'ambizioso Federico. Del resto al tempo le relazioni tra Gran Bretagna e Prussia erano pessime: Federico si rifiutava di ripagare il cosiddetto "debito slesiano" e si poneva come campione della causa dei giacobiti. In contraccambio la Gran Bretagna aveva sequestrato navigli commerciali prussiani. Malgrado ciò, nell'estate del 1755 vi erano stati contatti diplomatici diretti, con discussioni in merito a garanzie per la sicurezza dell'Hannover.
La zarina Elisabetta di Russia, dimostrando più acume politico del suo ministro Bestužev che spingeva per un'alleanza anglo-russa, riteneva gli interessi delle due potenze troppo divergenti. Inoltre aveva un'antipatia personale verso Federico II e un'ammirazione per la cultura francese, malgrado la tradizionale politica borbonica di amicizia verso Svezia, Polonia e Impero Ottomano fosse contraria agli interessi russi. Alla fine si fece però convincere e nel settembre 1755 venne siglata una convenzione, detta di San Pietroburgo, ratificata solo nel febbraio 1756.
I ministri inglesi recapitarono a Federico il trattato anglo-russo, non ancora ratificato, e una bozza di accordo volto a garantire come sempre la sicurezza dell'Hannover. Federico II, forte ancora dell'alleanza con la Francia, che riteneva però indebolita e non desiderosa di impegnarsi in un conflitto continentale, aveva calcolato che la minaccia russa poteva concretizzarsi solo grazie a un apporto finanziario esterno. Considerò quindi l'accordo anglo-russo come una minaccia di accerchiamento a est. Nel suo "Testamento politico" del 1752 Federico II aveva enucleato delle condizioni necessarie per poter soddisfare le proprie ambizioni espansionistiche. Nel 1755 non solo tali condizioni non sembravano in essere, ma la paura aveva sostituito l'avidità.
Animato quindi dal timore del sostegno britannico (e di conseguenza dei vari staterelli tedeschi) all'attacco austro-russo che riteneva in preparazione da tempo, Federico II prese la palla al balzo. Ponendosi come campione della pace, propose al governo britannico la neutralizzazione degli stati tedeschi e la difesa dello status-quo, chiedendo unicamente di escludere i Paesi Bassi austriaci (come suggerito dal ministro von Podewils) in ossequio all'alleato francese. Il trattato di Westminster, espresso in termini difensivi, venne così siglato a metà gennaio 1756. Nelle intenzioni delle due parti non costituiva un'alleanza quanto un mezzo per garantire la reciproca sicurezza da un conflitto terrestre e lo status-quo in terra tedesca, desiderato al momento da entrambe. Tuttavia ebbe conseguenze gravi e inaspettate sul precario equilibrio europeo.
In Francia l'accordo, concluso dai prussiani senza nemmeno interpellare o informare l'alleato, sollevò un'ondata di sdegno nazionalistico. Quanto all'Austria, non fece che confermare quanto poco fosse utile per gli obiettivi asburgici l'alleato inglese e la giustezza della linea promossa dal Kaunitz. Gli emissari di Newcastle si affrettarono invano ad assicurare che i due trattati, con i russi e i prussiani, avevano lo scopo di limitare l'espansionismo prussiano e che la Gran Bretagna si sarebbe così potuta impegnare a proteggere i Paesi Bassi austriaci da un intervento francese. Anche Federico II calcolò male le conseguenze. Sopravvalutò infatti l'influenza inglese sulla corte russa e le proprie capacità di rassicurare l'alleato borbonico agendo attraverso l'ambasciatore francese duca di Nivernais, filo-prussiano e suo ammiratore.
Von Starhemberg, incaricato asburgico delle trattative con la Francia, aveva ricevuto istruzioni da Maria Teresa e Kaunitz precedenti alla notizia dell'accordo anglo-prussiano. Trovandosi dinanzi ad una situazione assai diversa e allo sdegno francese, fece abilmente del suo meglio per approfittarne. Punto nell'onore, Luigi XV era infatti disposto a veder punita diplomaticamente la Prussia. Aveva perciò deciso già in febbraio di non rinnovare l'alleanza, che scadeva formalmente a giugno 1756, ma intendeva ancora avvalersi dell'alleanza difensiva franco-prusso-svedese, che sarebbe scaduta solo l'anno seguente.
Visto però che permaneva il rischio di rimanere isolati nel conflitto oramai aperto con la Gran Bretagna se gli Asburgo avessero mantenuto comunque il vecchio sistema di alleanze, le trattative tra francesi e austriaci ebbero una decisa accelerazione. Vennero stipulate due convenzioni, di neutralità e alleanza difensiva (comprensive di cinque articoli segreti), che assieme sono conosciute come "primo trattato di Versailles", firmato il primo maggio. Con esso l'Austria si impegnava a restare neutrale nel conflitto con la Gran Bretagna, mentre la Francia rinunciava a qualsiasi aggressione ai territori asburgici, comprese le province olandesi. Il trattato prevedeva inoltre anche una parte difensiva, nella quale ciascuna delle due potenze si impegnava ad accorrere in difesa dell'altra con un contingente di formatnum:24000 uomini in caso di un'aggressione da parte di terzi.
L'accordo venne interpretato in modi completamente diversi dalle parti. Mentre la Francia intendeva garantirsi il fianco orientale, liberando risorse per il conflitto marittimo e coloniale in atto con gli inglesi, per l'Austria si trattava di un ulteriore passo verso una generale guerra europea contro Federico.
Elisabetta, che aveva ricevuto notizia della convenzione anglo-prussiana due giorni dopo la ratifica di quella di San Pietroburgo, intese immediatamente che l'accordo anglo-russo era carta straccia. Costituiva anzi quasi una minaccia diretta, visto che in teoria costringeva la Prussia a volgere le sue mire ad est anziché verso la Germania. Il filo-francese Voroncov ebbe gioco facile a screditare Bestužev e ad assecondare l'odio della zarina per Federico II. Un comitato speciale che doveva proporre delle misure per limitare il potere prussiano confermò che le misure da prendere erano procedere nell'avvicinamento già in corso all'Austria, anche in chiave offensiva, e conquistarsi i favori francesi.
Von Kaunitz aveva sempre dato per scontato una possibile collaborazione russa in funzione anti-prussiana. Lo preoccupavano però l'inaffidabilità della politica estera russa, sottoposta a cambi di regime talvolta repentini, e l'aggressività dimostrata dalla zarina, che si era via via volta contro Svezia, Prussia e Impero ottomano. Il suo vecchio piano generale era infatti di muovere contro la Prussia con tre armate (austriaca, russa e francese) ma in un momento scelto dall'Austria, non dalla Russia, che oltretutto sarebbe stata in competizione per i sussidi francesi. Inoltre preferiva che Federico facesse la prima mossa, per presentarsi come aggredito piuttosto che da aggressore e forzare la mano alla Francia in nome dell'accordo difensivo. Starhemberg stesso infatti scrisse: "prima o poi ce la faremo a raggiungere il nostro grande piano e forse lo stesso re di Prussia ci fornirà l'aiuto più importante". Gli accordi ebbero inoltre come effetto la neutralità della Repubblica delle Sette Province Unite, tradizionale alleata inglese, in cambio delle assicurazioni francesi di non aggressione, concesse da Luigi XV nel giugno 1756.
Il 13 marzo 1756 Maria Teresa istruì il suo ambasciatore a San Pietroburgo di informare la zarina delle trattative tra Austria e Francia e della possibilità di accordarsi per un attacco combinato contro la Prussia nel 1757, allo scadere dell'alleanza franco-prusso-svedese. Questo non fece altro che accelerare i preparativi russi per la guerra, che da aprile in avanti procedettero a ritmo spedito, mentre gli austriaci si limitavano a preparativi più contenuti. Malgrado la salute della zarina si deteriorasse a partire dall'estate, la Russia aderì al trattato di Versailles il 31 dicembre 1756, con articoli segreti volti ad assicurare l'aiuto russo in caso di attacco inglese sul continente e sussidi francesi alla Russia in caso di attacco turco. La corte russa non venne comunque messa a parte degli articoli segreti stipulati tra Francia e Austria.

## Gli eserciti
Il moschetto ad acciarino era l'arma standard della fanteria del XVIII secolo. Le tattiche adottate nel suo utilizzo dipendevano dalla gittata utile, limitata a 2-300 passi, e dalla maggior rapidità di fuoco che permetteva rispetto alle armi precedenti. In tempi in cui la rapidità di tiro era qualità assai più apprezzata della precisione, i reparti prussiani e inglesi in formazione di linea erano in grado di sparare anche 4 colpi al minuto, i reparti d'élite prussiani arrivavano a 6. L'efficacia dei colpi era comunque relativamente scarsa e la possibilità di cilecca nell'ordine del 10%. Il riscaldamento della canna e la sporcizia accumulata rendevano piuttosto brevi gli scambi a fuoco. Inoltre la lunghezza e il peso dell'arma portavano facilmente ad inclinazioni errate e a colpi corti e bassi. Per raggiungere un volume di fuoco sufficiente e massimizzarne l'efficacia, sia materiale che psicologica, era quindi necessario tenere i ranghi compatti e coordinare la salva, per scompaginare rapidamente le file nemiche.
La formazione di tiro consisteva in file, da 2, 3 o 4 ranghi, che potevano estendersi per chilometri: a Leuthen il fronte austriaco era di oltre 7 km. La formazione in linea rendeva inoltre la fanteria meno vulnerabile all'artiglieria. I reparti procedevano incolonnati verso il nemico, ad una certa distanza si spiegavano in linea e cominciavano una lenta avanzata verso il nemico, frammista da salve, allo scopo di scompaginare le file nemiche per poi eventualmente attaccarle alla baionetta. Ovviamente il terreno influiva grandemente: a Kunersdorf ad esempio impose ai prussiani di mantenere un fronte molto ridotto, cosa che facilitò il lavoro dell'artiglieria russa.
Tali complesse manovre esigevano disciplina ed esercizio: un reparto che veniva attaccato mentre era incolonnato o ancora in fase di spiegamento poteva subire perdite gravissime, come successe a Rossbach. Era inoltre chiaro che la coordinazione richiesta diminuiva rapidamente sotto il fuoco nemico e col proseguire dell'azione.

### Prussia

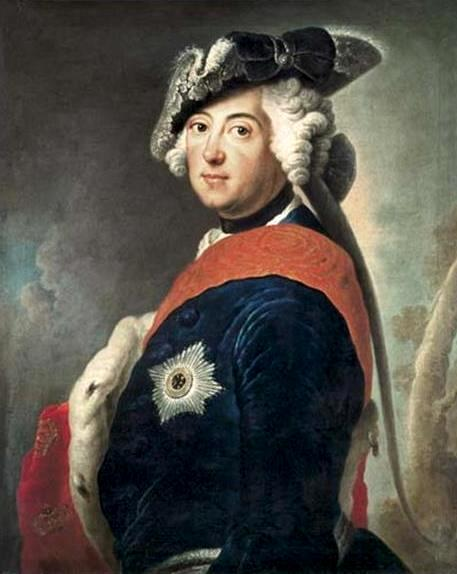
Federico II di Prussia

L'esercito di Federico II era estremamente disciplinato e combattivo e si era già guadagnato un'eccellente reputazione al suo comando. All'inizio della guerra contava circa 150 000 uomini. Federico aveva apportato modifiche volte a ottenere maggior rapidità di fuoco (le file dei corpi d'élite arrivavano a 5-6 colpi al minuto in condizioni ottimali, contro i 4 colpi tenuti a fatica da altri eserciti) e di marcia dalla sua fanteria, oltre ad aumentare l'utilizzo dell'artiglieria a cavallo. Con l'esercizio strenuo i reparti di fanteria erano condotti all'uniformità di marcia anche su terreni accidentati.
La superiore mobilità della sua fanteria gli permetteva di tentare attacchi alle ali nemiche, anziché un classico scontro frontale, e di combattere efficacemente malgrado si trovasse regolarmente in condizioni di inferiorità numerica, come a Leuthen. Ivi la rapidità di marcia e l'utilizzo dell'ordine obliquo gli consentirono di sfondare attaccando il fianco sinistro della linea austriaca e scompaginandola, cogliendo una grande vittoria contro un nemico numericamente più che doppio.
Federico aveva inoltre fortemente rinforzato la cavalleria, poco considerata dai suoi predecessori. Guidata da abili generali come Zieten e Seydlitz, risultò essenziale in vittorie come quella di Rossbach.
Le battaglie sanguinose cui Federico costrinse il suo esercito costarono però un alto prezzo. L'efficienza diminuì col passare delle campagne, anche per l'aumentato utilizzo di mercenari e coscritti scarsamente addestrati. Il sistema cantonale si dimostrò inadeguato a mantenere i reggimenti alla massima forza col proseguire della guerra: al suo culmine l'esercito prussiano arrivò a costituire quasi il 5% dell'intera popolazione. L'utilizzo di stranieri era del resto una caratteristica voluta da Federico stesso per non dissanguare eccessivamente la società prussiana. La guerra ebbe comunque un costo altissimo per i tempi sulla popolazione prussiana, stimato in circa il 10% dei suoi 4 000 000 di abitanti.
Oltre alla carenza di risorse umane, l'esercito prussiano, pur considerato il migliore d'Europa, aveva comunque delle debolezze tattiche. Si trovò ad esempio spesso in difficoltà quando contrapposto all'eccellente fanteria leggera austriaca, Grenzer e Jaeger, che non combatteva a ranghi compatti. Federico non comprese del tutto il problema e la creazione dei Frei-Corps non lo risolse, trattandosi di soldati di scarsa affidabilità e addestramento.

### Austria

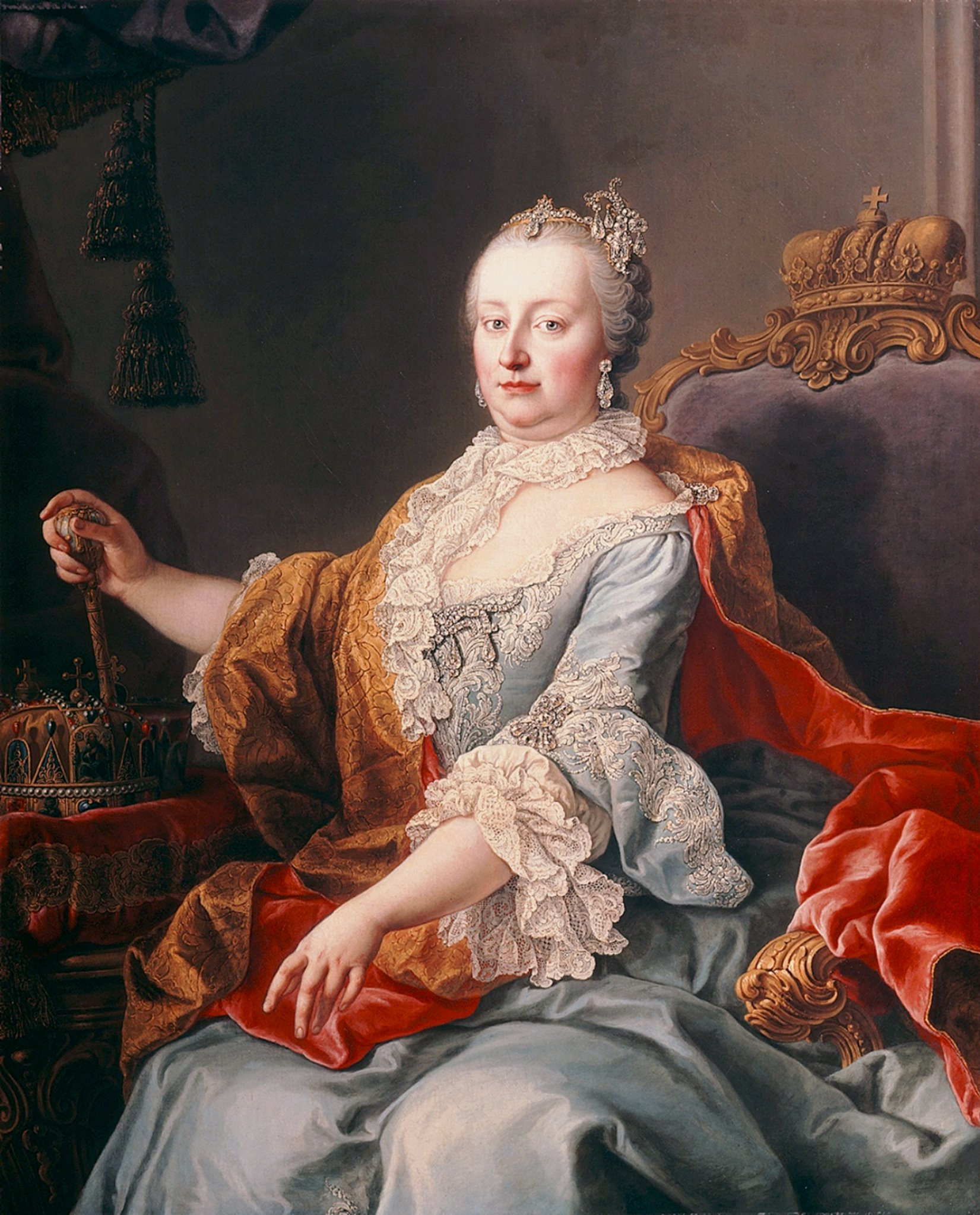
Maria Teresa d'Asburgo

L'esercito asburgico contava poco più di 200 000 uomini allo scoppio del conflitto. La sconfitta della guerra di successione austriaca aveva portato a profonde riforme. Vennero adottati tattiche e regolamenti di quello prussiano. Aumentò l'attenzione data all'addestramento e alla disciplina di tiro, come pure alla formazione degli ufficiali. Anche l'artiglieria venne migliorata sotto il comando del principe di Liechtenstein. Circa la fanteria leggera e gli ussari croati, lo stesso Federico ammise si trattasse di reparti formidabili.
Consci della superiore capacità di fuoco e di manovra della fanteria prussiana in campo aperto, i generali austriaci adottarono nel corso della guerra strategie difensive, sfruttando il terreno (in particolare alture e boschi). D'altra parte si dimostravano di solito scadenti nel prendere l'iniziativa e nella capacità di individuare e sfruttare rapidamente una debolezza del nemico. Fecero parziale eccezione comandanti di valore come Daun, capace di sorprendere lo stesso Federico e di ottenere vittorie come quella di Hochkirch. Un altro fattore di un certo peso nel prosieguo del conflitto fu la scarsa coordinazione con i colleghi russi.

### Gran Bretagna
Agli inizi della guerra l'esercito terrestre inglese assommava a 90 000 unità ed era numericamente il più piccolo tra le grandi potenze. Durante il conflitto arrivò a raggiungere le 150 000, ma i discutibili metodi di reclutamento (spesso venivano impiegati galeotti o nullafacenti reclutati con la forza) e la prevalenza data alla Royal Navy furono sempre un problema. I suoi punti di forza erano la tenacia e la capacità di adattamento, messe in campo ad esempio dopo le sconfitte iniziali in Nordamerica. La scarsa competenza degli alti comandi veniva compensata dal pragmatismo con cui ci si seppe affidare a risorse locali come William Johnson.
In India le truppe erano per la maggior parte non governative, appartenendo alla Compagnia delle Indie Orientali, e il ritardo nell'addestramento dei sepoys nativi fu evidente negli scontri iniziali, ma fu rapidamente colmato.

### Francia
Ai tempi della guerra dei sette anni l'efficienza dell'esercito francese era forse al suo punto più basso. Contava 200 000 unità ma risultavano evidenti mancanza di addestramento e disciplina a tutti i livelli. Basso era il numero di ufficiali, così come leadership e preparazione dei comandanti, mentre la diserzione era frequente, anche per difficoltà nel pagamento del soldo. A conflitto in corso vennero attuate riforme delle tattiche e dell'organizzazione, ma era troppo tardi per raccoglierne i frutti.
Facevano in buona misura eccezione le milizie coloniali, che seppero adattarsi ben prima degli inglesi al terreno e negli scontri iniziali furono in grado di sopperire all'inferiorità numerica. La mancanza di rinforzi e approvvigionamenti, causata dal blocco navale, le condannò però più avanti alla sconfitta.
Le truppe degli alleati tedeschi si dimostrarono inoltre meno abili e valide di quelle utilizzate dai britannici negli scontri sul continente europeo.

### Russia
La Russia aveva un esercito di notevoli dimensioni, circa 330 000 uomini. Circa la metà era però costituita da miliziani e guarnigioni e alla guerra parteciparono tra i 60 e i 90 000 effettivi. Il livello di addestramento e organizzazione era basso. Anche la velocità degli spostamenti era bassa e minata da una logistica insufficiente. La disorganizzazione era evidente anche nello stato maggiore. Inoltre le riforme man mano attuate nel corso del conflitto portarono a difficoltà di coordinazione aggiuntive tra reparti con diversa organizzazione. Oltretutto vigeva ampia discordia tra i generali, che si disprezzavano l'un l'altro, rifiutando spesso di collaborare.
Malgrado questo i russi esibirono buone capacità difensive e di ripresa dalle sconfitte. Inoltre il soldato russo era noto per il coraggio individuale: dopo Zorndorf Federico scrisse "i Russi è più facile ucciderli che sconfiggerli".

## Lo scoppio del conflitto
Nel 1756 il governo francese inviò in Nordamerica rinforzi e un nuovo comandante, il Montcalm, che arrivò in maggio. Quello britannico inviò in estate come comandante in capo e governatore della Virginia John Campbell, conte di Loudoun. Il primo ministro inglese, duca di Newcastle, era peraltro ancora convinto che la serie di trattati che legavano le varie nazioni avrebbe evitato lo scoppio di un conflitto aperto in Europa.
L'attacco francese di aprile alla base navale inglese di Mahón, nelle Baleari, portò a una dichiarazione formale di guerra da parte della Gran Bretagna il 17 maggio, quando oramai da due anni lo scontro nella valle dell'Ohio era aperto. In essa re Giorgio faceva riferimento all'escalation degli scontri in Nordamerica e stigmatizzava una presunta intenzione francese di invadere le isole britanniche. Il 20 avvenne la battaglia di Minorca tra la flotta francese e quella inglese guidata da Byng. La sconfitta costò all'ammiraglio inglese la corte marziale e l'esecuzione. Il 28 Minorca cadde.

### Invasione prussiana della Sassonia
Federico II di Prussia, sentendosi completamente accerchiato, decise di prendere l'iniziativa anziché attendere un'aggressione che giudicava oramai inevitabile, frutto del resto della sua politica espansionistica precedente. Aveva notizia degli scontri tra inglesi e francesi e riteneva inevitabile il conflitto anche sul suolo europeo. Iniziata quindi la mobilitazione in giugno, in luglio avvisò la corte inglese delle sue intenzioni, sostenendo che non aveva altra scelta.
Senza una formale dichiarazione di guerra, similmente a quanto fatto nel 1740, e dichiarando che solo le intenzioni ostili dell'Austria lo obbligavano a rinunciare al suo desiderio di pace, con 58 000 uomini suddivisi in tre colonne di marcia il 29 agosto 1756 invase la vicina Sassonia, tradizionale alleato della Francia e alleato dell'Austria nella guerra precedente.
Federico II intendeva annullare una possibile minaccia, visto che il confine sassone era vicinissimo a Berlino, e accaparrarsi preziose risorse economiche: durante il resto del conflitto sfruttò ampiamente il territorio sassone, che contribuì per circa un terzo alle spese materiali prussiane. I suoi piani erano di dirigersi verso la ricca Boemia austriaca, per neutralizzare l'esercito austriaco prima dell'arrivo dei russi e acquartierarvi le truppe per l'inverno a spese di territori asburgici. Prevedevano quindi di impadronirsi della piazzaforte morava di Olmütz e di marciare rapidamente su Vienna, per forzare una rapida conclusione del conflitto. Aveva lasciato in Slesia 25 000 uomini, al comando del feldmaresciallo conte von Schwerin per premunirsi da incursioni dalla Moravia o dall'Ungheria, mentre la Prussia orientale, distaccata dal nucleo centrale dei domini prussiani, era presidiata dal feldmaresciallo von Lehwaldt, a guardia di una potenziale invasione russa.
Dal punto di vista ideologico, per Federico si trattava di un caso di "guerra precauzionale", come da lui teorizzato nel suo "Anti-Machiavel". L'aggressione però ebbe vasta risonanza e sollevò ampia indignazione, portando al secondo trattato di Versailles, di natura questa volta offensiva: le due maggiori dinastie europee, Asburgo e Borbone, dopo essersi combattute per secoli si trovavano ora alleate.
Lo scoppio della guerra e le azioni della Prussia nel 1756 sono state paragonate da diversi storici a quanto successo nella prima guerra mondiale: la Prussia, sentendosi accerchiata dopo aver intrapreso per decenni una politica espansionista, prese l'iniziativa contro l'Austria invadendo la Sassonia, così come la Germania nel 1914 decise l'invasione preventiva del Belgio per anticipare la Francia, che considerava il più temibile fra i suoi nemici.
È certo che sfidare contemporaneamente le tre maggiori potenze terrestri europee fosse un azzardo enorme. Considerato l'acume di Federico è evidente ritenesse la situazione prussiana disperata (come in effetti era, stante gli accordi segreti per la spartizione del paese promossi dal Kaunitz) e che l'unica alternativa fosse la restituzione della Slesia, cosa che non era disposto a fare. Fu perciò una scelta largamente ponderata. L'attacco fu infatti ritardato alla fine di agosto anche per evitare un intervento francese nella buona stagione, come sarebbe potuto accadere in caso di un probabile attacco austro-russo nella primavera seguente.

## Teatro europeo

### 1756

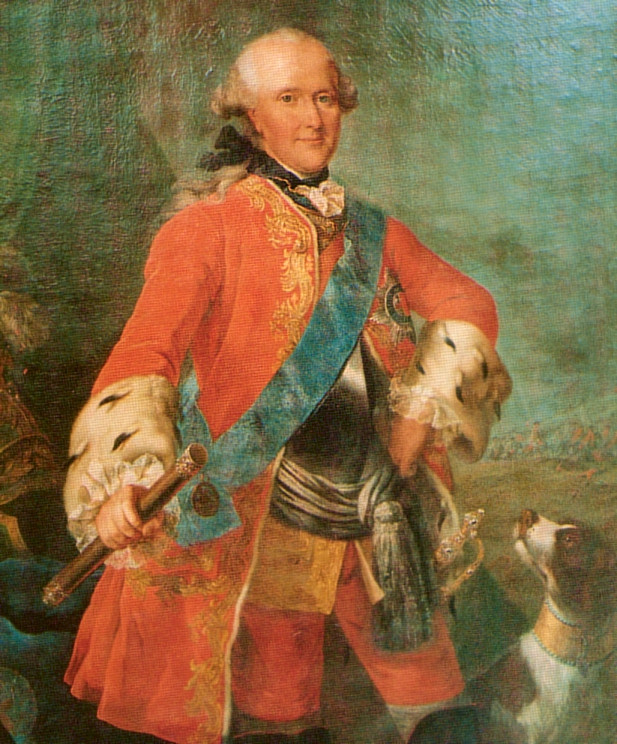
Ferdinando di Brunswick-Wolfenbüttel

La penetrazione in Sassonia delle forze prussiane suddivise in tre colonne, con la principale al centro condotta da Federico in persona, fu praticamente incontrastata. L'ala destra, circa 15 000 uomini al comando di Ferdinando di Brunswick-Wolfenbüttel, puntò verso Chemnitz. L'ala sinistra, forte di circa 18 000 uomini al comando di Augusto Guglielmo di Braunschweig-Bevern, doveva attraversare la Lusazia puntando a Bautzen, mentre Federico e il maresciallo James Keith si diressero con 30 000 soldati a Dresda, che presero facilmente. Nella battaglia di Lobositz il 1º ottobre Federico sconfisse una forza austriaca che si stava muovendo in soccorso dei sassoni, guidata da von Browne. Le perdite furono tuttavia pesanti e ad un certo punto Federico aveva dato la battaglia per persa, ritirandosi dalla linea dei combattimenti, come aveva fatto agli esordi della sua carriera di comandante sul campo della battaglia di Mollwitz. Ciò gli fece comprendere chiaramente che le riforme adottate dall'esercito austriaco a seguito della sconfitta nella guerra precedente purtroppo per lui avevano dato frutto. Le forze sassoni, ritiratesi a Pirna, si arresero alla metà ottobre dopo un breve assedio e vennero incorporate forzatamente nell'esercito prussiano.
Gli austriaci ottennero tuttavia un parziale successo occupando parte della Slesia.
L'attacco alla Sassonia sollevò lo sdegno delle corti europee. La stessa Gran Bretagna era rimasta sorpresa dalle mosse prussiane ma, conscia che la situazione sarebbe precipitata anche sul continente, iniziò a inviare rifornimenti e denaro all'alleato. Venne inoltre organizzata un'"armata di osservazione" di alleati tedeschi al comando del duca di Cumberland (figlio di Giorgio II), allo scopo di proteggere l'Hannover da iniziative francesi. I britannici tentarono anche di coinvolgere nell'alleanza la Repubblica delle Sette Province Unite, che però preferì restare completamente neutrale.
L'anno si chiuse quindi con un certo successo dell'iniziativa prussiana.

### 1757

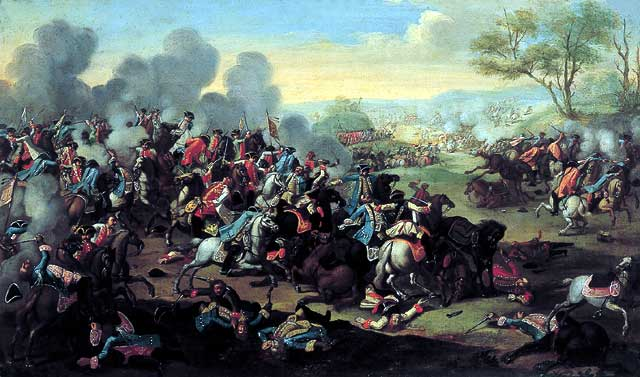
Battaglia di Kolin

L'atteggiamento aggressivo di Federico II e l'invasione della Sassonia ottennero come effetto il rafforzamento dell'alleanza austro-francese, che ebbe il suo momento di sintesi nella firma del secondo trattato di Versailles, il 1º maggio 1757. Mediante esso l'alleanza si trasformava infatti da difensiva in offensiva. In cambio del sostegno militare e finanziario all'Austria, Luigi XV otteneva la promessa del controllo sui Paesi Bassi austriaci, dove avrebbe installato un governo fantoccio guidato da Filippo I di Parma.
A seguito di questo trattato, le operazioni belliche subirono una rapida accelerazione da parte degli austro-francesi e dei loro alleati, seppure con risultati alterni.

#### Boemia
A metà aprile Federico prese l'iniziativa, penetrando in Boemia alla ricerca di una vittoria decisiva sulle forze austriache, punto nodale della sua strategia anche in seguito. Con la sanguinosa battaglia di Praga il 6 maggio costrinse i reparti austriaci sopravvissuti a trincerarsi entro le mura della città. Pose quindi l'assedio alla città, ma le forze prussiane erano troppo esigue per un attacco diretto e dovette accontentarsi di bloccare gli assediati al suo interno, in attesa della resa per fame.
Il feldmaresciallo austriaco Daun non aveva fatto in tempo a partecipare allo scontro, ma ai suoi 30000 uomini unì altri 16 000 austriaci fuggiti dal campo di battaglia. Riorganizzate le truppe si mosse lentamente in soccorso della città, ben sapendo che le forze prussiane erano troppo deboli per rischiare di trovarsi accerchiate tra gli assediati e il suo esercito. Con un distaccamento di circa 5 000 uomini Federico raggiunse a Kolin il reparto del duca di Brunswick-Bevern per intercettare il Daun. In inferiorità numerica (i rapporti variano tra 44 e 65 000 uomini da parte austriaca contro 32 000 prussiani), non riuscì in una manovra di accerchiamento per l'intervento della fanteria leggera austriaca, i grenzer. Si trovò così ad attaccare frontalmente e in maniera poco coordinata gli austriaci, che si erano attestati in buona posizione difensiva a Kolin, il 18 giugno. Fu la prima, pesantissima sconfitta per Federico, che fu costretto a togliere l'assedio a Praga. La contemporanea ritirata del contingente prussiano guidato da Augusto Guglielmo di Prussia a Zittau lo costrinse all'abbandono della Boemia.

#### Teatro nord-orientale
Nella tarda estate 75 000 russi guidati dal maresciallo Stepan Fëdorovič Apraksin presero d'assalto la munita fortezza prussiana di Memel dopo cinque giorni di bombardamenti. Invasero quindi la Prussia orientale. Un esercito prussiano guidato con abilità da von Lehwaldt riuscì a sorprendere i reparti russi guidati dal generale Lopukhin, che fu ucciso nello scontro. Lehwaldt dovette però soccombere alla grande superiorità numerica del contrattacco russo a Gross-Jägersdorf, il 30 agosto, riuscendo comunque a sganciarsi dopo aver inflitto gravi perdite agli avversari. La durezza degli scontri lasciò nei prussiani una solida impressione delle capacità combattive russe, rinforzata dalle sanguinose battaglie di Zorndorf e Kunersdorf negli anni successivi. Apraksin, poco esperto e cauto, organizzò la ritirata anziché sfruttare la vittoria. In mancanza di rifornimenti per l'artiglieria, l'assedio a Königsberg sembrava del resto improponibile. A ciò si univano le difficoltà logistiche causa la distanza dalle basi, il pessimo stato delle strade e più in generale la scarsa organizzazione dell'esercito. La tendenza da parte russa a interrompere le operazioni e a ritirarsi dopo una grande battaglia, che si ripeterà più volte, sarà infatti dovuta maggiormente a lunghezza e disorganizzazione delle linee di rifornimento, che causavano in primo luogo carenza di munizioni, che alle perdite subite. Cionondimeno la minaccia russa fu una costante durante il conflitto e condizionò in parte anche le operazioni contro l'Austria, considerato il rivale principale da Federico. Le sconfitte subite dai prussiani fecero sì che la Svezia tentasse di approfittarne in maniera opportunistica, entrando nel conflitto a settembre e invadendo la Pomerania con 17 000 uomini.

#### Rossbach e Leuthen

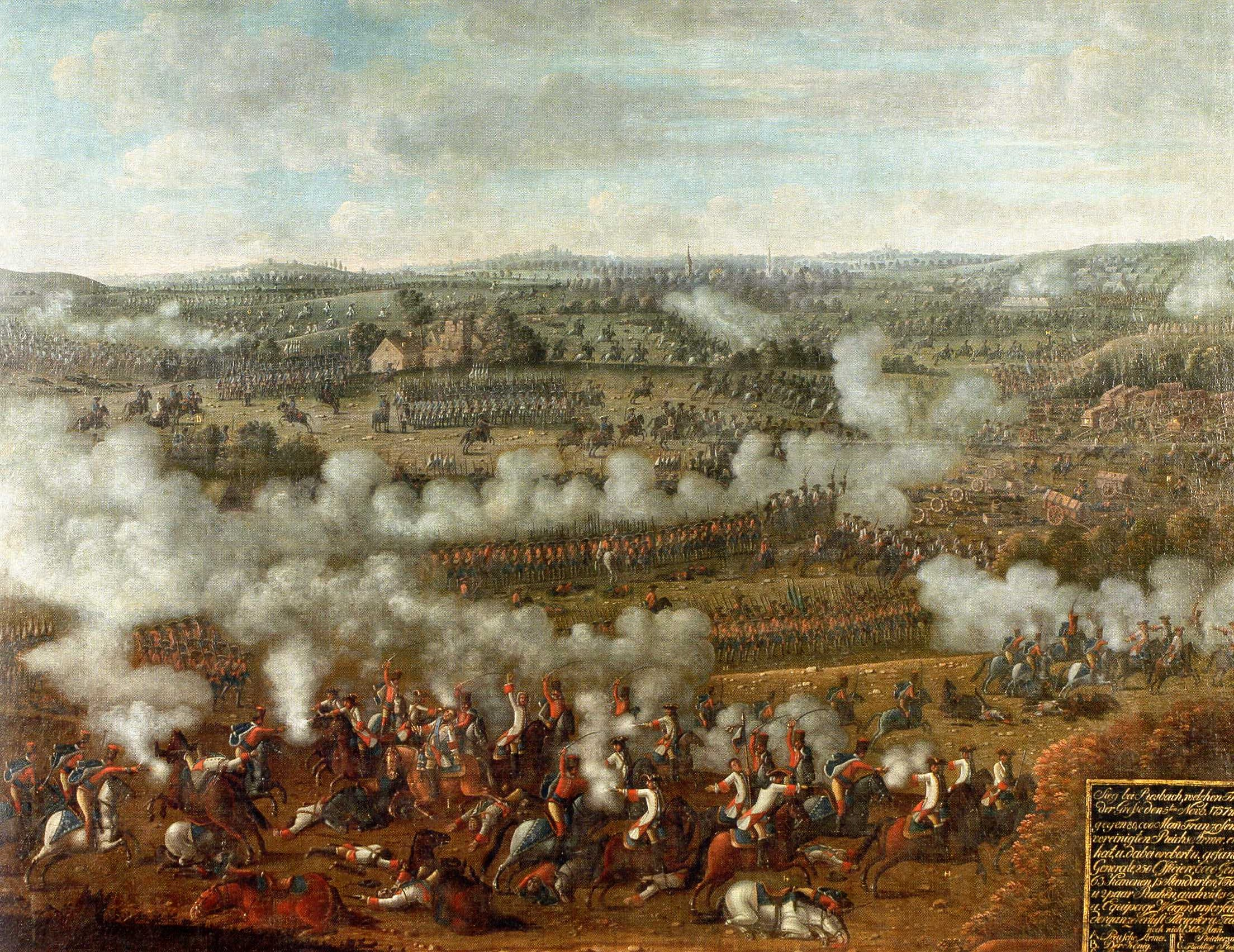
Battaglia di Rossbach

La congiuntura sembrava davvero pessima per Federico, con gli austriaci pronti al contrattacco e all'invasione di territori finora controllati dalla Prussia. A ovest i francesi avevano battuto ad Hastenbeck gli hannoveriani, guidati dall'incompetente duca di Cumberland, e con una seconda armata guidata dal principe di Soubise erano penetrati in Sassonia assieme al Reichsarmee imperiale, mobilitato da Francesco I di Lorena. La situazione era però destinata ad essere ribaltata in due battaglie che consacrarono la fama di Federico II come condottiero. Il 5 novembre a Rossbach, nell'unico scontro del conflitto tra francesi e prussiani, Federico inflisse una sconfitta storica alle forze miste guidate dal Soubise, malgrado un'inferiorità numerica di 1 a 2, grazie alla rapidità di manovra della sua fanteria e alla cavalleria pesante guidata da von Seydlitz. Riprendendo subito dopo a marciare in direzione opposta, ingaggiò gli austriaci guidati da Carlo Alessandro di Lorena a Leuthen, nella bassa Slesia, il 5 dicembre. Anche qui, in grande inferiorità numerica, Federico sfruttò le superiori capacità di movimento e disciplina delle sue truppe, aggirando un'ala del lunghissimo schieramento nemico e cogliendo una vittoria eclatante. Anche nel prosieguo della guerra la valuterà personalmente come la sua più grande vittoria, avendola colta contro l'avversario austriaco, da lui considerato il più valido militarmente.
Con questi due successi Federico raggiunse l'apice della fama. Tuttavia a Leuthen non riuscì a distruggere completamente l'esercito austriaco, che si ritirò in Boemia. Inoltre Maria Teresa si dimostrò assolutamente determinata a non cedere e ignorò i suoi tentativi di arrivare a un accordo. Il comando supremo delle truppe austriache venne affidato a Daun, che aveva dimostrato capacità certamente superiori a quelle del principe Carlo.
A metà ottobre un generale ungherese degli ussari, conte Hadik, era riuscito con 5 000 uomini a spingersi fino a Berlino, ottenendo un riscatto di 200000 talleri raccolti tra i cittadini per ritirarsi. Per l'audace impresa ebbe la promozione a Maresciallo.
Nel frattempo, contando sull'inattività dei russi fino all'anno seguente, Federico aveva diretto le truppe al comando di Lehwaldt verso la Pomerania, dove respinsero con relativa facilità gli svedesi, occupando gran parte della Pomerania svedese e bloccando Stralsunda.

#### Teatro renano
Malgrado l'esercito francese non fosse all'apice della sua efficienza, l'Hannover era stato invaso a giugno. Dopo la sconfitta di Hastenbeck il 26 luglio, Cumberland aveva addirittura firmato la resa a Klosterzeven il 10 settembre, causando scandalo in patria. Dopo Rossbach, Giorgio II di Gran Bretagna e i suoi ministri, che si erano rifiutati di ratificare la convenzione, affidarono il comando dell'"Armata di Osservazione" al generale prussiano Ferdinando di Brunswick-Wolfenbüttel, che si era già distinto nelle fasi iniziali del conflitto. Questi entro una settimana aveva già iniziato a riorganizzare l'esercito hannoveriano. Ottenuto il supporto della popolazione tedesca con una vasta propaganda delle atrocità commesse sulla riva orientale del Reno dalle truppe francesi, iniziò una serie di manovre offensive che le avrebbe respinte oltre il confine nella primavera seguente. Le azioni di Ferdinando annullarono una minaccia francese diretta alla Prussia per tutto il resto del conflitto.

### 1758

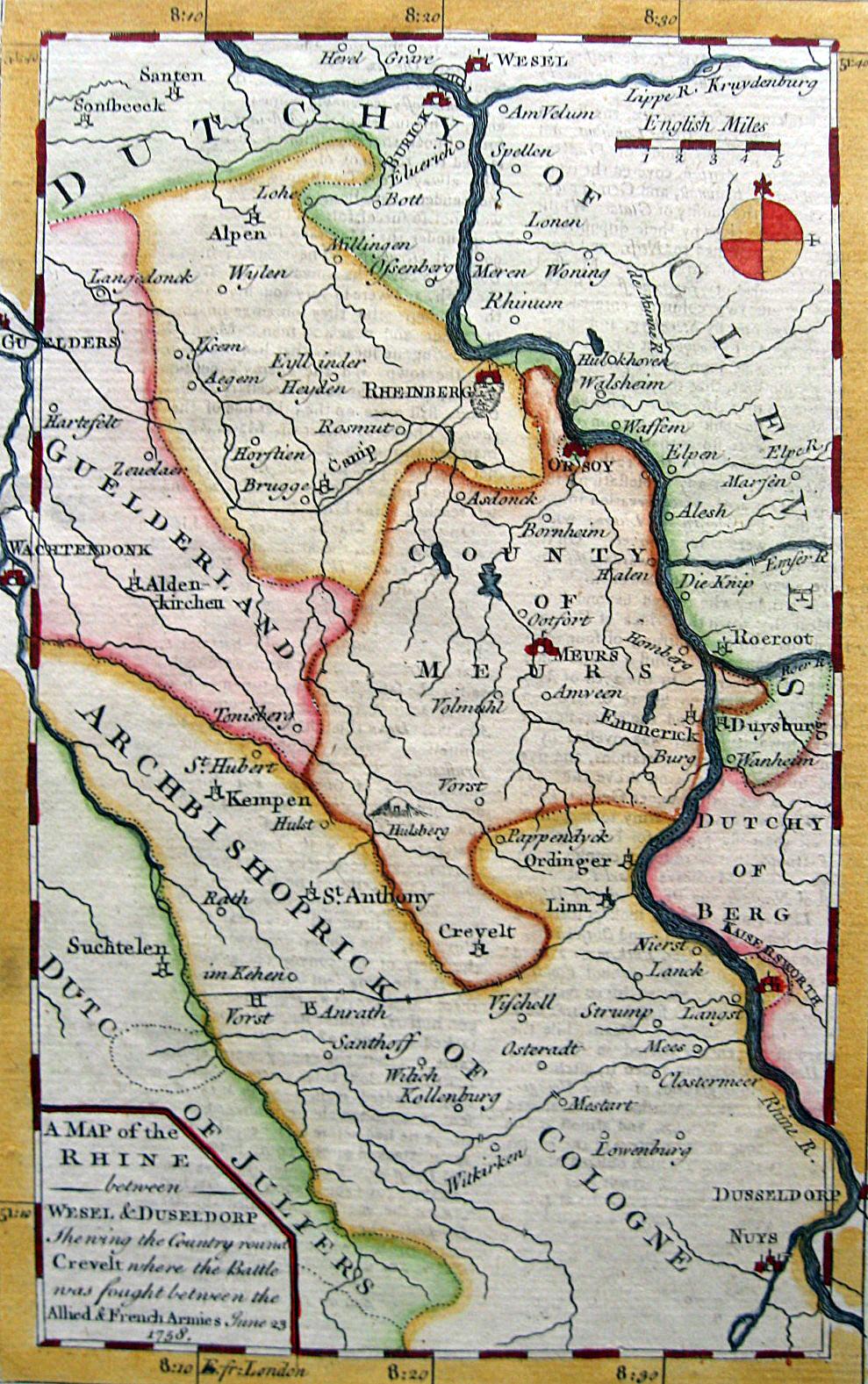
Battaglia di Krefeld –mappa comparsa sulla rivista del tempo The Gentleman's Magazine

Federico riprese l'iniziativa, invadendo la marca morava e ponendo l'assedio a Olmütz (oggi Repubblica Ceca). A seguito della sconfitta di un convoglio di rinforzi e rifornimenti nella battaglia di Domstadtl, il re smise l'assedio e si ritirò. Fu l'ultima invasione massiccia da parte prussiana dei territori asburgici. Già a inizio anno i russi avevano preso l'iniziativa a est, invadendo la pressoché sguarnita Prussia orientale, che rimase sotto il loro controllo fino al 1762. Federico infatti preferiva continuare a concentrare i suoi sforzi contro gli austriaci, cercando uno scontro decisivo con l'intento di mettere termine al conflitto.
L'11 aprile 1758 venne firmata la Convenzione anglo-prussiana, in cui l'alleanza abbozzata a Westminster veniva formalizzata, compreso un sussidio annuale da parte inglese di 670 000 sterline. La Gran Bretagna inviò anche un contingente di 9 000 uomini a rinforzo dell'armata hannoveriana, impegnandosi concretamente anche nel teatro europeo. In marzo Ferdinando era riuscito a respingere i francesi dall'Hannover e dalla Vestfalia, ricatturando il porto di Emden, che funse da scalo per i rifornimenti e i rinforzi inglesi. Il duca oltrepassò quindi il Reno, battendo le forze numericamente superiori di Luigi di Borbone-Condé nella battaglia di Krefeld il 23 giugno e occupando Düsseldorf. Le manovre e la superiorità numerica dei francesi lo costrinsero però ben presto a ritirarsi aldilà del fiume.
In estate Federico non poté più ignorare l'avanzata russa e si mosse a intercettarla. Poco a oriente del corso dell'Oder, presso l'odierna Sarbinowo, in Polonia (allora Marca di Brandeburgo) una forza di circa 36 000 uomini al suo comando si scontrò il 25 agosto con 43 500 uomini circa guidati dal generale Fermor, di discendenza russo-baltica, nella battaglia di Zorndorf. Il confronto si risolse in uno scontro frontale in cui molti reparti arrivarono al corpo a corpo e comportò grave perdite da ambo i lati: 12 800 prussiani e 18 000 russi risultarono morti o gravemente feriti. Tatticamente l'esito non fu chiaro, ma davanti alla ritirata russa Federico vantò la vittoria. Il parere di diversi storici è che lo scontro finì sostanzialmente in parità, per semplice esaurimento delle capacità combattive dei reparti. Nel frattempo un contingente prussiano al comando di Carl Heinrich von Wedel respinse la minaccia svedese diretta su Berlino in scontri limitati ma sanguinosi a Tornow e a Fehrbellin alla fine di settembre.

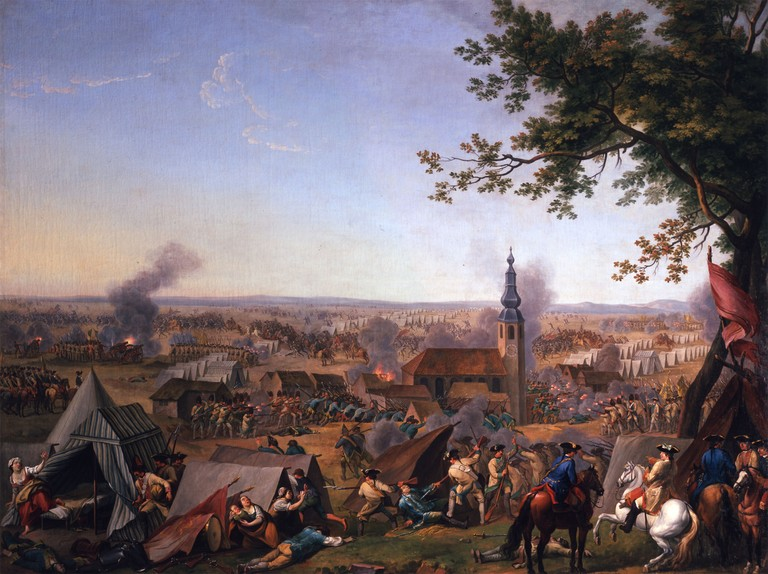
Quadro raffigurante la battaglia di Hochkirch

In settembre e ottobre la guerra tra prussiani e austriaci procedeva in Sassonia con manovre e contromanovre inconcludenti. Federico cercava di indurre Daun allo scontro in campo aperto, che questi rifiutava. Il 14 ottobre però il feldmaresciallo austriaco prese l'iniziativa, attaccando all'alba e cogliendo di sorpresa il fianco orientale dell'armata di Federico a Hochkirch. Il re, in grave inferiorità numerica, perse gran parte della sua artiglieria ma riuscì a ritirarsi in buon ordine. Gli austriaci non riuscirono invece a sfruttare la vittoria. Dopo un tentativo di riprendere Dresda, le truppe si ritirarono in territorio asburgico per l'inverno, lasciando la Sassonia all'occupazione prussiana. A est i russi non ebbero successo nel tentativo di prendere Kolberg, in Pomerania, difesa dal generale Heinrich Sigismund von der Heyde.
In Francia l'andamento assai deludente della guerra causò la cacciata del cauto Bernis e la sua sostituzione come ministro degli Esteri da parte di un altro favorito della Pompadour, il duca di Choiseul. Questi formulò dei piani assai ambiziosi con l'obiettivo di concludere il conflitto l'anno seguente, pianificando addirittura l'invasione dell'Inghilterra.

### 1759

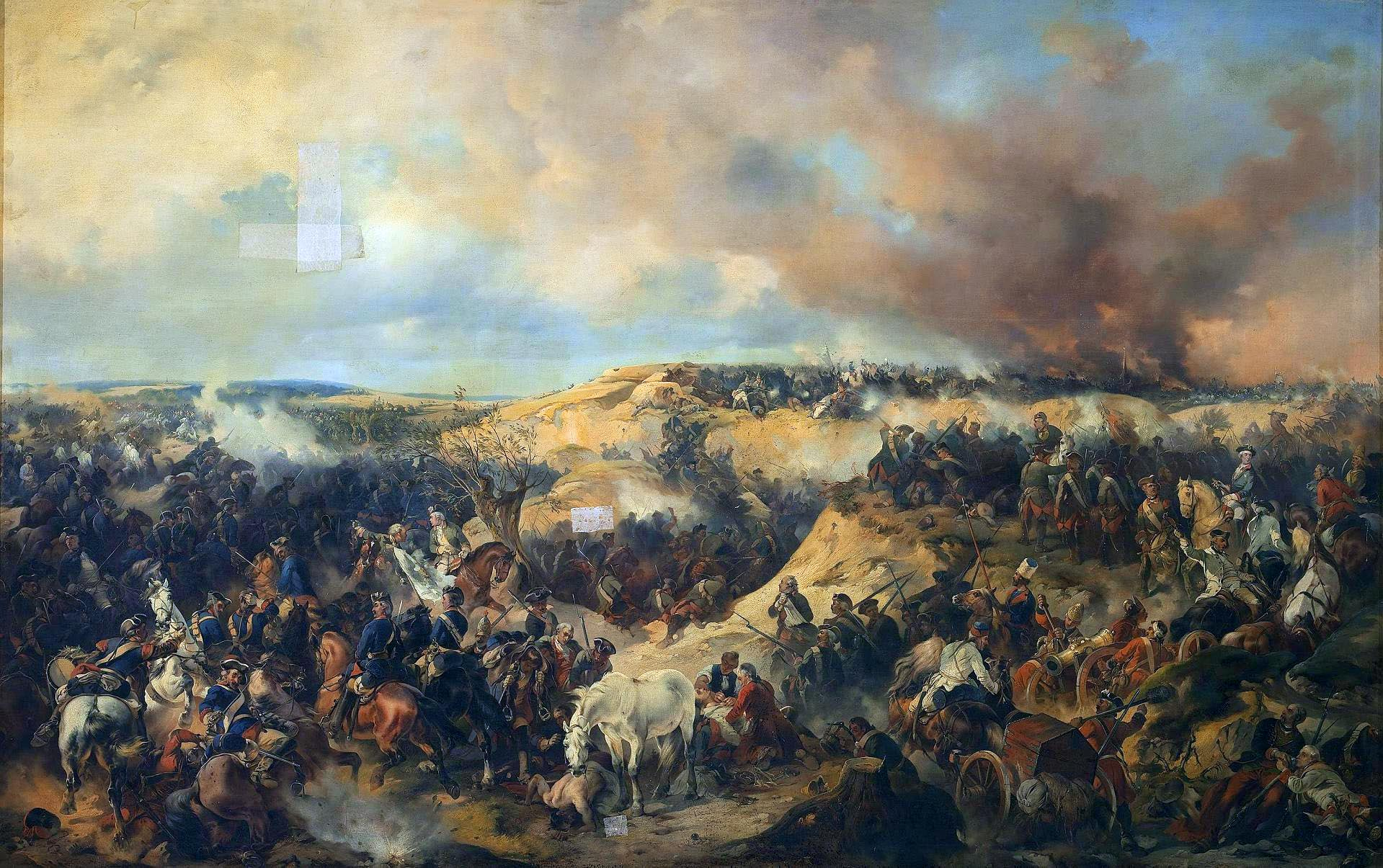
Dipinto raffigurante la battaglia di Kunersdorf

Dal 1759 la Prussia si trovò a dover sostenere una strategia difensiva. Austriaci e russi avevano oltretutto trovato un accordo su una conduzione comune della guerra nel teatro orientale. Manovrando nella Bassa Slesia Federico riuscì a mantenere in Boemia l'armata principale asburgica all'inizio della campagna estiva. Tuttavia i russi penetrando nella Polonia occidentale dagli inizi di giugno costituivano una minaccia per il Brandeburgo e la stessa Berlino. Federico spedì quindi due colonne, al comando di von Finck e von Dohna, a contrastare la cauta avanzata dell'armata condotta dal conte Saltykov, terzo comandante supremo delle forze russe in tre anni. Poco soddisfatto dall'attendismo di von Dohna, mandò von Wedel a sostituirlo. Trovandosi nei pressi di Francoforte sull'Oder e sapendo che la perdita della città lo avrebbe fortemente sminuito agli occhi del re, von Wedel il 23 luglio attaccò improvvidamente con i suoi 26 000 uomini le soverchianti forze russe (oltre 40 000 unità), ben assestate presso il villaggio di Key (nella zona dell'odierna Sulechów, Polonia occidentale). La sconfitta fu pesante e costò la perdita di circa 1/3 degli effettivi.
Poche settimane dopo il 12 agosto a Kunersdorf, dopo aver riunito circa 50 000 effettivi, Federico si apprestò ad attaccare un'armata austro-russa guidata dallo stesso Saltykov e da Ernst Gideon von Laudon, cercando di anticipare un'ulteriore concentrazione delle forze alleate. Attraversato con successo il fiume Oder, si volse a nord credendo di compiere una manovra di accerchiamento dell'ala destra avversaria.
In realtà formulò il piano in base a informazioni incomplete, trovandosi così a eseguire un attacco frontale contro forze preponderanti, perdipiù su un terreno adatto alla difesa. Gli austro-russi vi soggiornavano infatti da due settimane e, in attesa dell'arrivo dei prussiani, avevano provveduto alla costruzione di trincee e strade di comunicazione per garantire la continuità e la connessione del fronte presentato a Federico. Ignorando il consiglio del principe Enrico, commise inoltre ulteriori errori tattici. Non accontentandosi del successo dell'assalto iniziale, che gli aveva permesso di conquistare una buona posizione a metà giornata, impegnò le sue stanche truppe in un ulteriore assalto contro posizioni più solide che fallì. Il contrattacco austro-russo inflisse a Federico la sconfitta più pesante della guerra, con 6 000 morti e oltre il doppio di feriti da parte prussiana.

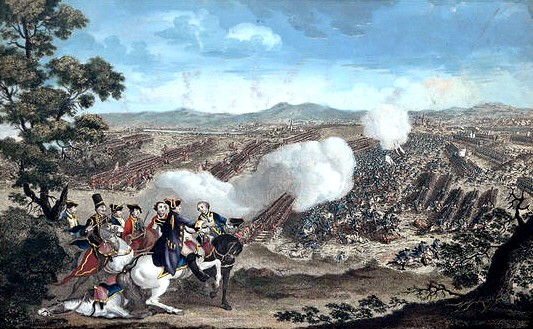
Battaglia di Minden raffigurata in un'incisione del 1785

Il re prese molto male la debacle, al punto di accennare nelle sue lettere a propositi di suicidio. L'armata prussiana nelle ultime fasi della battaglia si sfaldò quasi completamente, non avendo più il livello di addestramento e compattezza delle campagne precedenti. Tuttavia il re riuscì a riunire in pochi giorni circa 30 000 uomini, frapponendosi tra le forze alleate e Berlino. Saltykov comunque non insistette nell'avanzata. Nei successivi due anni malgrado Elisabetta di Russia continuasse la politica di supporto all'Austria i russi ebbero scarso peso negli scontri diretti, anche per la lunghezza eccessiva delle linee di rifornimento.
La guerra proseguì in Sassonia: a Maxen (nel circondario dell'odierna Müglitztal) a fine novembre il corpo d'armata di 14 000 di von Finck dovette arrendersi ai 40 000 austriaci di Daun.
Sul teatro renano invece le cose andavano meglio per l'alleanza anglo-prussiana. Il 1º agosto 1759 il Brunswick sconfisse nella battaglia di Minden l'armata francese guidata dal marchese de Contades.

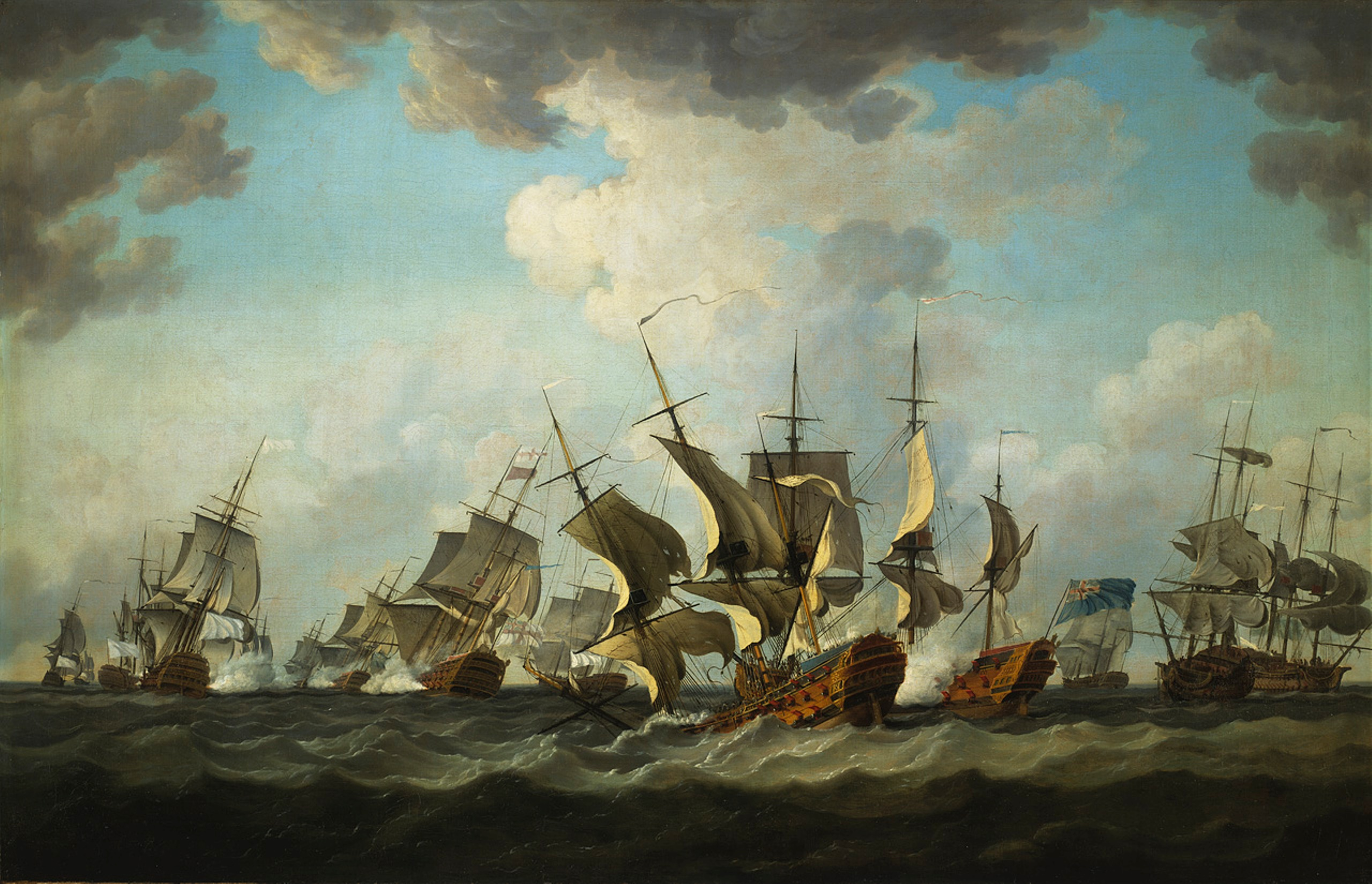
Battaglia della baia di Quiberon

La pianificata invasione delle isole britanniche da parte delle truppe francesi ammassate alla foce della Loira fu definitivamente annullata da due vittorie navali inglesi, in quello che per la serie di successi inglesi nella storiografia britannica venne chiamato l'annus mirabilis di William Pitt.
La flotta francese del Mediterraneo guidata da Jean-François de La Clue-Sabran, con base a Tolone, ruppe il blocco navale inglese dell'ammiraglio Boscawen. Superata Gibilterra fu però presto raggiunta nelle acque di Lagos, nel sud del Portogallo, e qui gravemente sconfitta e dispersa tra il 18 e il 19 agosto. Il 20 novembre invece toccò alla flotta atlantica di 21 navi di linea guidata dal conte di Conflans venire attaccata e sconfitta dalle 23 navi dell'ammiraglio Hawke nella battaglia della baia di Quiberon.

### 1760

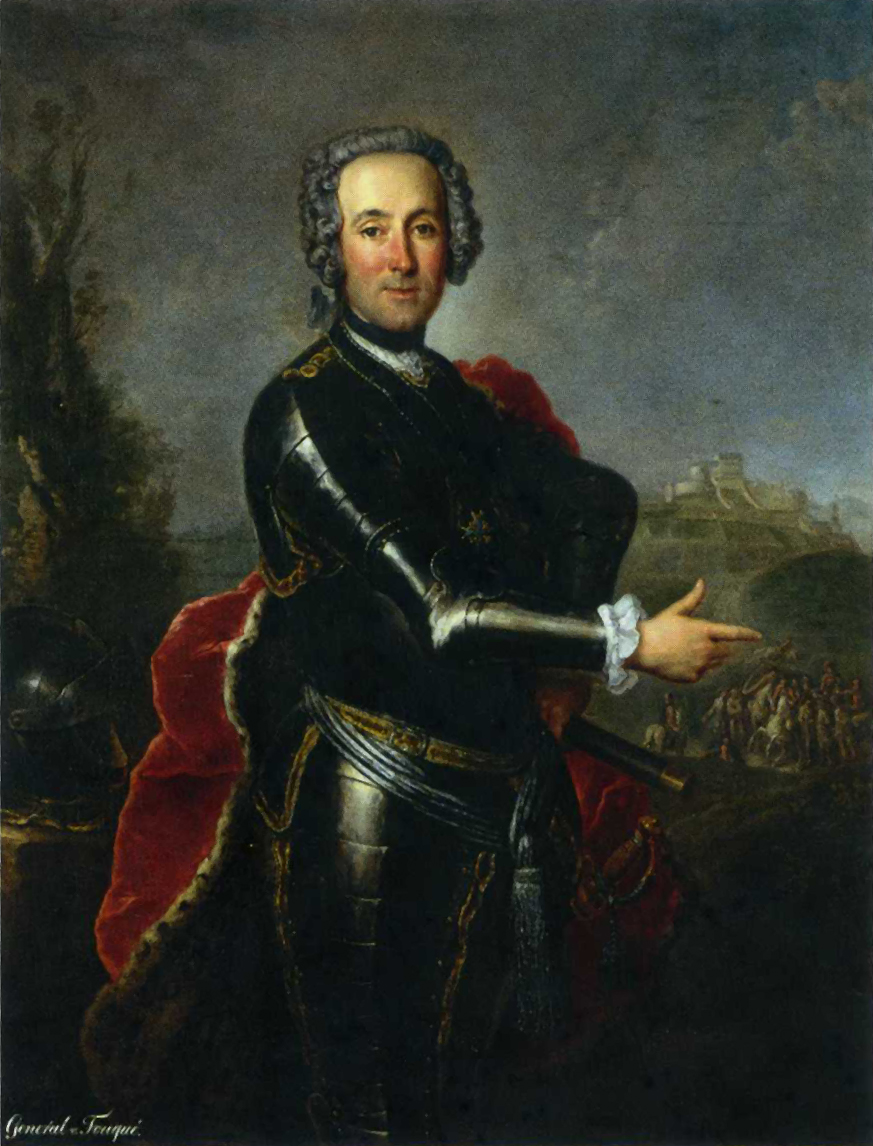
Il generale Enrico Augusto de la Motte Fouqué

Il 1760 inizialmente non si mostrò più favorevole del precedente per le sorti prussiane. Parte della Pomerania venne nuovamente occupata dagli svedesi. Sul fronte germanico occidentale i francesi occuparono Marburgo ma il 31 luglio furono sconfitti a Warburg dagli anglo-hannoveriani, che evitarono così nuovamente un loro ricongiungimento con le forze austriache più a est.
Il 23 giugno nel corso della battaglia di Landeshut, in Slesia, il generale prussiano Fouqué venne gravemente sconfitto e preso prigioniero dagli austriaci guidati da Laudon, che un mese più tardi occupò con successo la piazzaforte di Glatz. Ciò costrinse il principe Enrico a muoversi verso di lui dall'Oder, permettendo ai russi di Saltykov di manovrare.
Federico, dopo aver atteso invano un'entrata in campo dell'Impero Ottomano contro gli austriaci, si era mosso in Sassonia, semidistruggendo con un bombardamento accanito Dresda. Dopo manovre per evitare uno scontro con le forze superiori di Daun, vista l'avanzata austriaca in Slesia si mosse verso Laudon. Tuttavia il Daun riuscì ad anticiparlo e a ricongiungersi con Laudon, raggiungendo una superiorità numerica di 3 a 1 sui prussiani, che tentò di sfruttare con una manovra di accerchiamento. Federico però non attese passivamente e muovendosi contro le forze parziali di Laudon le sconfisse a Liegnitz il 15 agosto, risollevando il morale prussiano, fiaccato dall'andamento della guerra. Con tale vittoria ottenne anche la cauta ritirata dei russi, evitando una manovra congiunta degli alleati austro-russi contro Breslavia.

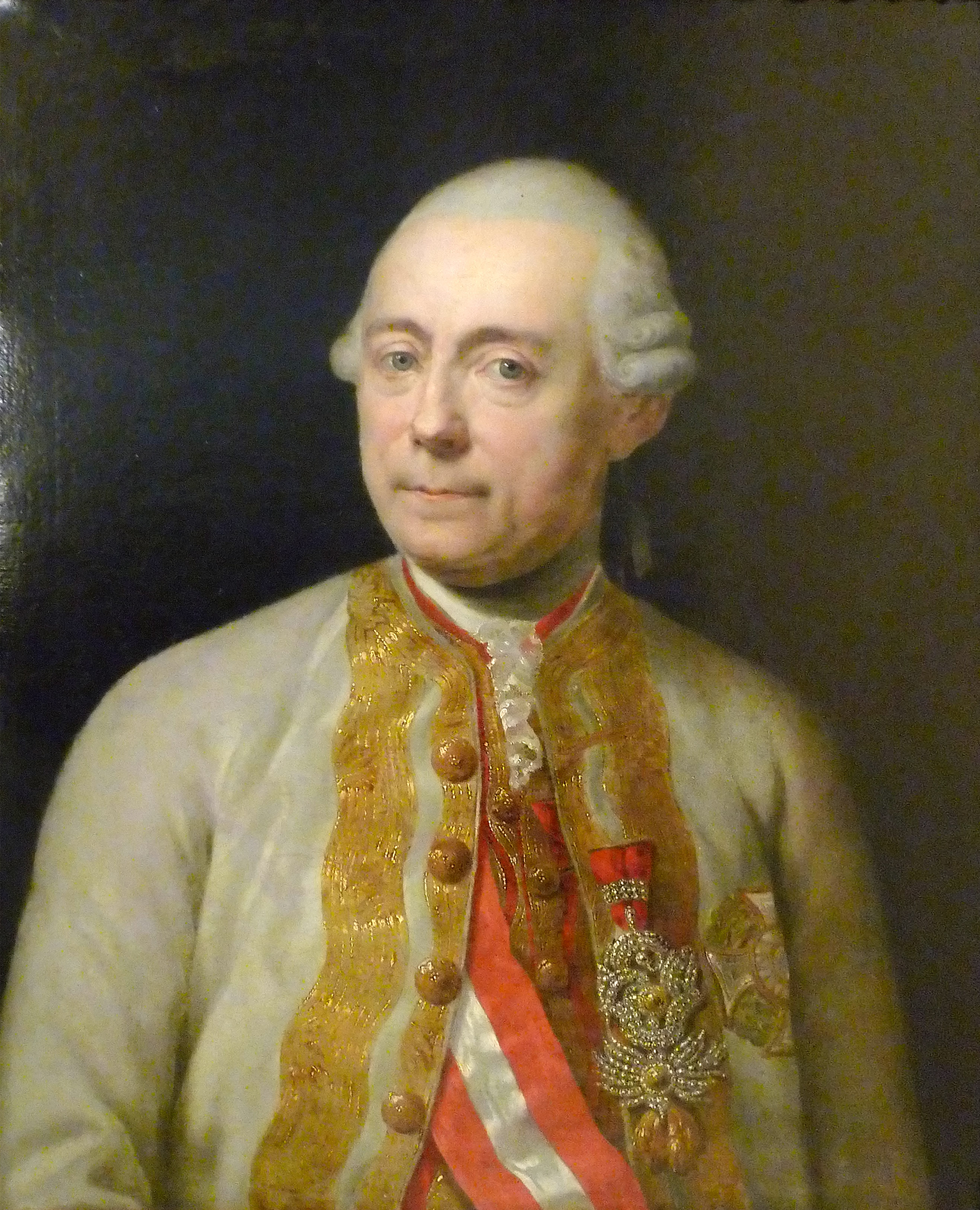
Il generale Franz Moritz von Lacy

Nei mesi successivi le forze contrapposte manovrarono e contromanovrarono evitando scontri principali. Un'armata congiunta austro-russa guidata da Franz Moritz von Lacy e dal generale russo Gottlieb Heinrich Totleben occupò Berlino il 9 ottobre. Ordini perentori dalla corte viennese ingiunsero a Daun di prendere l'iniziativa in Sassonia. Il feldmaresciallo si diresse così verso von Lacy e unite le forze si attestò in una buona posizione a Torgau, nella Sassonia settentrionale, ponendosi in attesa di un attacco da sud.
Federico il 3 novembre organizzò un attacco diversivo da quella direzione con un corpo guidato da Zieten, con l'obiettivo di sorprendere l'ala occidentale dello schieramento di Daun attaccando col grosso delle sue forze da nord. Tuttavia le difficoltà dei luoghi impedirono il coordinamento dell'azione: Zieten si scontrò a mezzogiorno con le avanguardie di von Lacy mentre Federico era ancora in marcia nei boschi, mettendo in allarme Daun. Federico temendo per l'esito dell'azione anticipò il suo attacco, col risultato di vedere decimati prima i granatieri e poi i dragoni. Lo scontro tra i due corpi principali fu durissimo, tanto che vennero feriti sia Federico che Daun, che dovettero allontanarsi dal fronte per farsi soccorrere (l'austriaco convinto di avere la vittoria in tasca, tanto da inviare un messaggio all'imperatrice). Nel tardo pomeriggio la situazione sembrava davvero critica per i prussiani, ma Zieten individuò un varco nello schieramento avversario e inviò una colonna a partecipare allo scontro principale. Accortosi dell'arrivo delle nuove truppe, il luogotenente generale Johann Dietrich von Hülsen lanciò un nuovo attacco frontale. Attaccate da due lati, le linee austriache si sgretolarono e abbandonarono la loro forte posizione, così che alle 9 di sera una battaglia ormai perduta per i prussiani risultava vinta.
Le perdite furono altissime da entrambe le parti, maggiormente tra i vincitori, e i due eserciti si ritrovarono esausti. Malgrado la situazione geografica fosse cambiata di poco, in quanto Dresda rimase sotto controllo imperiale, dal punto di vista strategico e psicologico la battaglia pesò maggiormente sugli austriaci. Essi sembrarono infatti perdere la speranza di ottenere direttamente sul campo una vittoria decisiva e non furono più in grado di mobilitare un esercito in grado di sostenere uno scontro campale di tale entità nei due anni successivi. Quanto ai russi, la lunghezza delle linee di rifornimento e la lentezza nei movimenti impedirono al grosso delle truppe di partecipare agli scontri principali nel 1760. L'aiuto logistico austriaco garantito con gli accordi dell'ottobre 1759 risultò infatti insufficiente. Inoltre la piazzaforte di Kolberg resistette a diversi attacchi, permettendo a Federico di mantenere unita la sua armata anziché dividerla per fronteggiare la minaccia russa.

### 1761

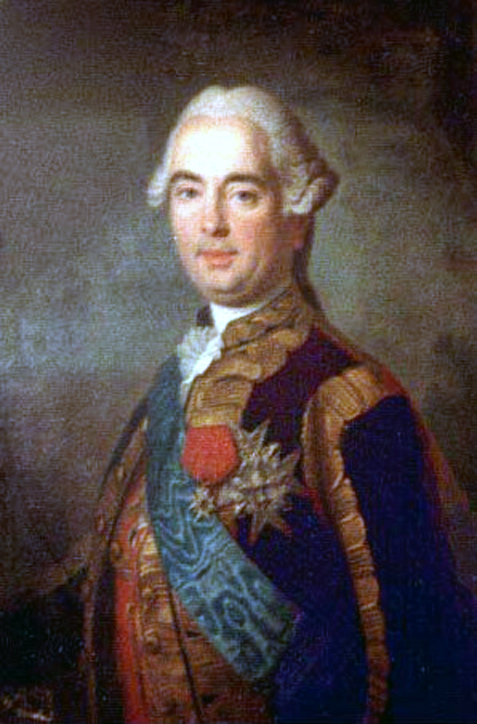
Il duca Victor-François de Broglie

A inizio campagna del 1761 la Prussia si ritrovò un esercito ridotto a circa 100 000 uomini, per la maggior parte reclute poco addestrate. La situazione sembrava disperata e le possibilità di difesa esigue. In realtà anche Austria e Russia avevano ormai esaurito gran parte delle energie e non furono in grado di lanciare un'offensiva coordinata e su larga scala.
Sul fronte occidentale, nel febbraio 1761 il duca di Brunswick colse di sorpresa un corpo francese nei dintorni di Langensalza e in marzo pose l'assedio a Kassel. Fu costretto a levare l'assedio e ritirarsi a seguito della concentrazione di truppe francesi che lo sconfisse nella battaglia di Grünberg il 21 marzo.
In luglio le armate guidate dal duca de Broglie e dal principe di Soubise si unirono per scacciare Ferdinando da Lippstadt. Tuttavia i due comandanti francesi, parigrado, non collaboravano pienamente. Il Brunswick, unitosi al corpo di hannoveriani di von Spörcken, si schierò sulle colline tra Villinghausen e Hulbeck, protetto a nord dal fiume Lippe, mentre il corso dell'Ahse al centro divideva la sua ala sinistra, fronteggiata dal De Broglie, da quella destra, fronteggiata dal Soubise. Il 15 luglio davanti agli attacchi di De Broglie, il più attivo dei due comandanti francesi, rinforzò il suo lato sinistro. De Broglie riprese l'attacco a nord il 16, aspettandosi che il Soubise attaccasse a sua volta a fondo l'indebolita ala destra prussiana, ma il collega ordinò solo azioni minori. Fu così che, con l'arrivo di un contingente anglo-hannoveriano di rinforzo da nord, Ferdinando poté passare al contrattacco sull'ala sinistra, mettendo facilmente in rotta i 92 000 francesi con i suoi 65 000 anglo-hannoveriani. Il successo venne accolto con euforia sulle isole britanniche e permise a Pitt di indurire le sue pretese nelle trattative di pace già in atto con la Francia.
Sul fronte orientale le azioni erano di piccola entità. I prussiani riuscirono a controllare con successo l'avanzata dei russi con una serie di raid sui magazzini siti in Polonia. Particolare successo ebbe in settembre l'incursione del generale Dubislav Friedrich von Platen, che distrusse 5 000 vagoni e fece numerosi prigionieri. La riuscita complessiva di tale strategia non impedì due gravi rovesci verso la fine dell'anno.

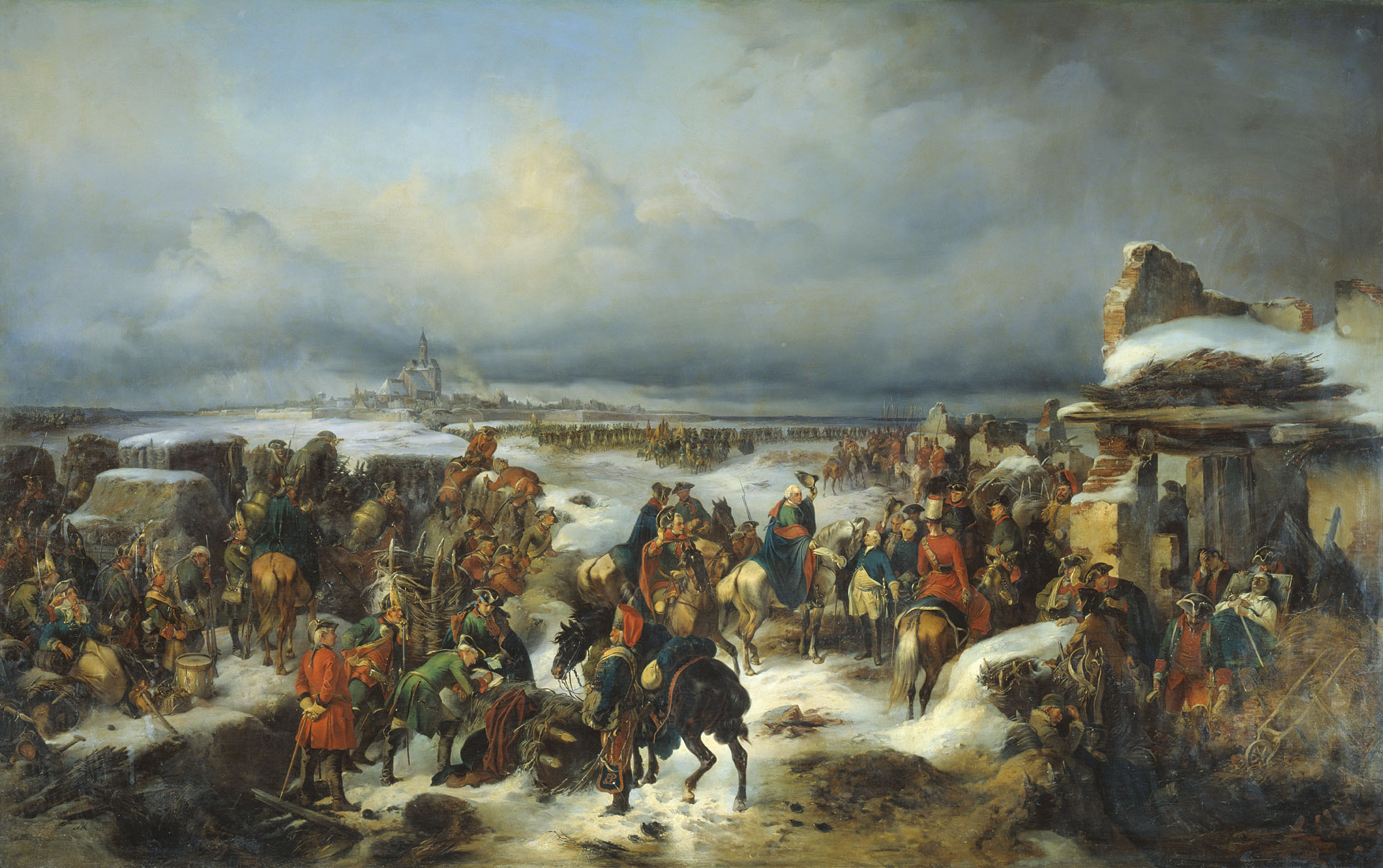
Capitolazione di Kolberg in un quadro del 1858

Tottleben tradì i russi, rivelando a Federico i piani di attaccare la strategica piazzaforte di Kolberg per il terzo anno consecutivo. Ciò però servì a poco. Rumjancev pose l'assedio a fine agosto, iniziando un mese di accaniti bombardamenti. Vide però respinto un attacco diretto il 18 settembre da parte delle truppe guidate da Federico II Eugenio di Württemberg e decise di prendere la fortezza per fame. Il 30 settembre arrivarono i rinforzi prussiani guidati da Platen, mentre i russi venivano rinforzati dal contingente del conte Buturlin. A fine ottobre la carenza di provviste costrinse Platen a ritirarsi verso Berlino. In novembre il Württemberg riunitosi con Platen tentò di spezzare l'accerchiamento russo. Il tentativo fallì e, secondo gli ordini, mentre Platen si ritirava il Württemberg tentò di rientrare nella fortezza, ma venne sconfitto pochi km a sudest e dovette ripiegare su Stettino. Il 16 dicembre finalmente la fortezza si arrese e i russi poterono stabilire i loro quartieri invernali in Pomerania. La conquista del porto di Kolberg avrebbe potuto risolvere in buona misura il problema degli approvvigionamenti russi, che avrebbero potuto avvenire via mare.
Il lungo assedio impedì tra l'altro a von Platen di prestare soccorso a Federico, impegnato in Slesia, dove gli austriaci riuscirono a conquistare Schweidnitz.

### 1762

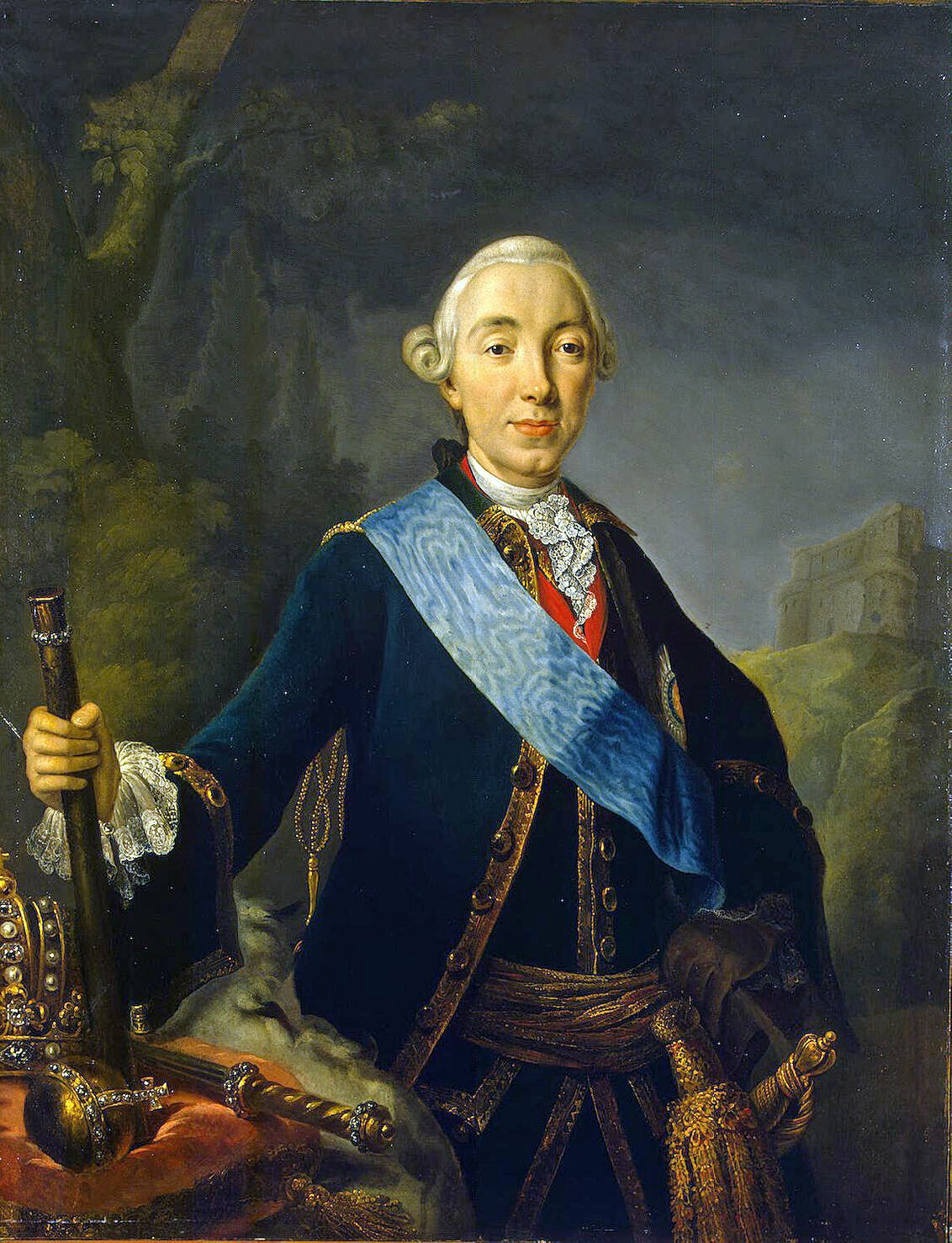
Pietro III di Russia

Alla fine del 1761 il governo inglese dava la Prussia per spacciata e minacciò di cessare di sussidiare l'alleato ove questo non si fosse dimostrato pronto a concessioni pur di raggiungere la pace, per la quale da tempo c'erano trattative in corso tra inglesi e francesi, per quanto infruttuose. Le armate prussiane erano ridotte oramai a 60000 effettivi e Berlino stessa sembrava definitivamente in pericolo
A questo punto accadde però un evento inatteso: malata da tempo, Elisabetta di Russia morì il 5 gennaio 1762. Il successore, Pietro III di Russia, era un fanatico ammiratore di Federico e come primo atto rinunciò alle conquiste territoriali effettuate, chiese la pace e offrì addirittura aiuto militare ai prussiani. Proclamata così in febbraio la volontà di restituire le terre prussiane occupate, il 5 maggio a San Pietroburgo venne siglato un trattato ufficiale. Oltre a ciò, la Russia si offrì inoltre di mediare la pace tra Prussia e Svezia.
Federico II fu talmente sollevato da ordinare un Te Deum di ringraziamento e l'organizzazione di feste. Nella campagna del 1762 poté così concentrare i suoi sforzi contro l'Austria, che spazzò via dalla Sassonia. Il 29 ottobre 1762 a Freiberg suo fratello Enrico vinse l'ultimo scontro campale del conflitto, battendo un largo contingente di tedeschi filo-imperiali guidati dal principe Stolberg, supportati dai reparti austriaci del conte Hadik. Ad ovest il Brunswick catturò Gottinga e finalmente in novembre Kassel, importante piazzaforte sotto controllo francese.
Il gennaio 1762 era stato comunque contraddistinto da un'altra novità importante: gli inglesi erano venuti a conoscenza di un pacte de famille stipulato nell'agosto 1761 tra i due rami dei Borbone. Secondo corrispondenza ufficiale intercettata dalla marina inglese, su insistenza francese una clausola segreta obbligava i recalcitranti spagnoli a dichiarare guerra il 1º maggio del 1762. Il governo inglese pensò bene di anticipare le mosse avversarie e approfittare della debolezza coloniale spagnola per ottenere guadagni territoriali, dichiarando guerra i primi giorni dell'anno. La Spagna rispose dichiarando guerra a sua volta due settimane dopo.
Il primo aprile 1762 i franco-spagnoli inviarono un pesante ultimatum al Portogallo, il cui re José I era sposato alla sorella del re di Spagna, affinché aderisse al patto di famiglia, rompendo la tradizionale alleanza con la Gran Bretagna, e bloccasse i porti al commercio inglese. Fino a quel momento il paese era rimasto neutrale nel conflitto e aveva cercato di dirimere le questioni belliche che lo avevano interessato (come le conseguenze della battaglia navale avvenuta nelle acque portoghesi prospicienti Lagos nel 1759) cercando di soddisfare entrambe le parti in conflitto.
Il Portogallo si trovava in situazioni critiche: il terremoto di Lisbona del 1755 aveva distrutto la città e la ricostruzione aveva dissanguato le casse reali. L'economia coloniale era ai minimi livelli. La marina, un tempo potentissima, era ridotta a tre navi di linea e l'esercito allo sbando. Malgrado ciò l'uomo di fiducia del re, il marchese di Pombal, scelse di resistere a tutti i costi e chiese aiuto al tradizionale alleato britannico. Spagnoli e francesi contavano di avere ragione in poco tempo di un paese militarmente debole e all'apparenza difficilmente difendibile.
L'invasione si svolse in tre ondate successive a partire dal 5 maggio. Dopo iniziali successi nell'odierno distretto di Braganza, gli spagnoli vennero respinti regolarmente con gravissime perdite con una tattica basata sulla guerriglia e la terra bruciata più che su scontri campali. Grossa parte ebbero la sollevazione popolare, l'aiuto inglese e la riorganizzazione dell'esercito portoghese da parte del valente conte di Lippe. Il 24 novembre il comandante spagnolo conte di Aranda chiese una tregua, sottoscritta dal Lippe il 1º dicembre.
Nel frattempo il blocco navale attuato dagli inglesi aveva minato il morale della popolazione francese, che ricevette un ulteriore duro colpo alla notizia della sconfitta di Signal Hill in Canada.

### 1763

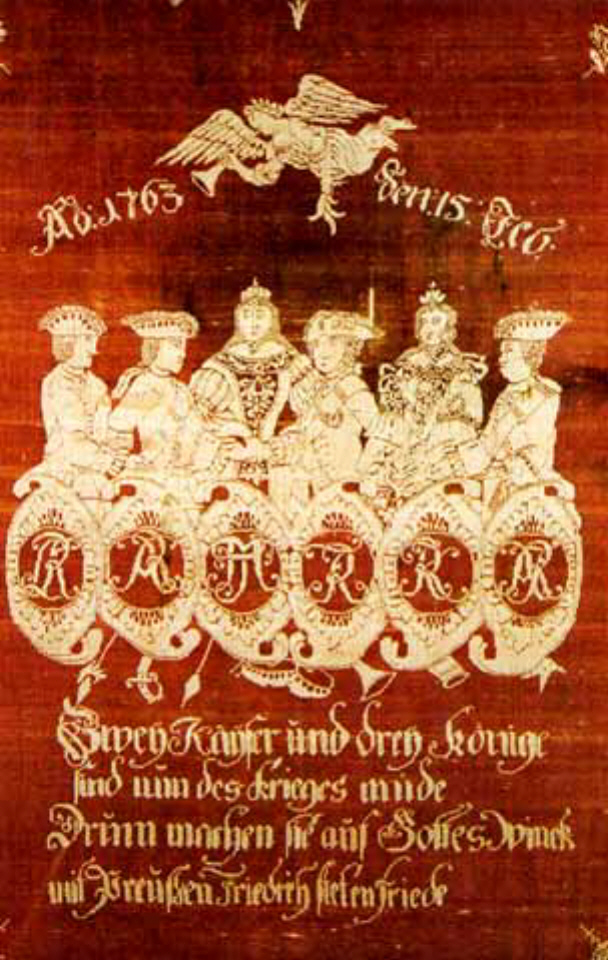
Trattato di Hubertusburg

Nel 1763 in Europa continentale vi era una situazione di stallo tra Prussia e Austria. Federico aveva ripreso quasi tutta la Slesia, tranne la contea di Glatz. Grazie alla vittoria di Freiberg aveva riacquistato il controllo di gran parte della Sassonia, ma non della capitale Dresda. Malgrado le sue riserve finanziarie non fossero esaurite, il paese era però devastato e l'esercito assai indebolito, sia negli effettivi che nella loro qualità. La mancanza di ufficiali e sottufficiali addestrati era gravissima. Tutto ciò rendeva impossibile una nuova offensiva per riprendere Dresda. Oltretutto il nuovo primo ministro inglese, Lord Bute, aveva cessato i sussidi. In Russia Pietro III era stato sostituito dalla moglie Caterina la grande, che rinnegò l'alleanza con Federico e sembrava propensa a riprendere la guerra contro la Prussia.
Nondimeno l'Austria si trovava in difficoltà: una seria crisi finanziaria l'aveva infatti costretta ad una mobilitazione ridotta.
Entrambi i paesi avevano quindi esaurito da tempo le capacità necessarie a porre fine autonomamente al conflitto con una vittoria decisiva. Buona parte delle risorse finanziarie erano state prosciugate nei primi due anni del conflitto. Federico di Prussia aveva coniato moneta con l'argento delle chiese e dei suoi palazzi, diluendolo con rame, pur mantenendo un minimo di riserva monetaria nella prospettiva di dover ricostruire dopo la guerra un paese in buona misura devastato. Allo stesso modo, Maria Teresa aveva impegnato i gioielli reali nel 1758 e nel 1760 aveva aperto una sottoscrizione pubblica invitando il popolo a portare alla zecca di stato l'argento. La popolazione austriaca aveva sofferto molto meno di quella prussiana, ma ugualmente le risorse per la leva erano insufficienti, per l'incapacità di rifornire l'esercito di cibo e vestiti.

## Teatri extraeuropei
Il conflitto coloniale che vide contrapposte fuori dai confini europei Francia e Gran Bretagna, interessando anche alcuni domini spagnoli verso la fine del conflitto, ebbe come risultato finale per gli inglesi un grosso guadagno territoriale e di influenza. Interessò l'India, il Nordamerica, le isole caraibiche, le Filippine e le coste africane.
In Gran Bretagna l'instabilità politica che aveva contraddistinto il periodo iniziale del conflitto venne superata grazie alla mediazione del Chesterfield. Nel giugno 1757 il Newcastle e Pitt, che avevano linee politiche contrastanti e si detestavano personalmente, trovarono infatti un accordo politico, formando un governo di coalizione che garantì stabilità e unità d'intenti per il resto del conflitto. Venne infatti adottata una strategia doppia che perseguiva i singoli obiettivi di entrambi: da una parte la preferenza alla supremazia navale, mercantile e coloniale di Pitt, dall'altra la strategia tradizionale, perseguita da Newcastle e avallata dal re, di attenzione ai possedimenti hannoveriani e alla situazione tedesca. La sagacia e decisione di Pitt, che fungeva da Ministro della Guerra (formalmente "Segretario di Stato per il Dipartimento del Sud"), contribuirono non poco alle vittorie britanniche negli anni successivi.

### Nordamerica
L'attrito tra francesi, inglesi e rispettivi alleati indigeni era in corso da tempo nell'America del Nord, malgrado gli scontri armati fossero di ampiezza limitata. Il focolaio fu la penetrazione di coloni inglesi nella valle dell'Ohio, nei pressi dell'odierna Pittsburgh, territorio che i francesi consideravano proprio in virtù delle esplorazioni di La Salle. I francesi tentarono di mantenere il controllo davanti alla preponderanza numerica inglese tramite la costruzioni di fortini e l'attacco agli insediamenti dei coloni, che risposero organizzandosi in milizie coloniali.
Il primo scontro vero e proprio è considerata la battaglia di Jumonville Glen del maggio 1754. Nel conflitto oramai aperto, a milizie coloniali, reggimenti inglesi di linea e irochesi si contrapposero francesi e tribù indiane locali. Dal 1755 iniziarono infatti ad affluire anche reggimenti di linea inglesi, guidati dal generale Edward Braddock. Mentre questi si muoveva contro Fort Duquesne in una lunga e lenta colonna nello stile europeo, venne attaccato presso il fiume Monongahela il 9 luglio 1755 da francesi e indiani. Sebbene l'attacco fosse improvvisato causò disordine e panico tra i soldati, poco abituati alla guerriglia e al modo di combattere indiano. Malgrado l'inferiorità numerica ebbe quindi grande successo.
L'arrivo del marchese di Montcalm e di rinforzi, artiglierie comprese, permise ai francesi di prendere l'iniziativa nel 1756, con la distruzione di Fort Oswégo, unico caposaldo inglese sul lago Ontario. L'anno successivo fu la volta di Fort William Henry, sul lago George, che venne assediato in agosto. La ritirata seguita alla resa del luogotenente generale George Munro vide una strage compiuta dagli indiani alleati dei francesi, che non rispettarono la tregua. Si tratta degli eventi che fanno cornice al famoso romanzo L'ultimo dei Mohicani.
Sull'onda emotiva delle sconfitte inglesi in terra americana, nel giugno 1757 entrava nel governo Newcastle il whig William Pitt il Vecchio, assumendone ben presto la guida. Con l'avvento di Pitt le operazioni militari in terra americana subirono un netto rovesciamento. Dalle iniziali sconfitte si passò a una lenta ma costante ripresa a favore della Gran Bretagna. Pitt, convinto che l'Inghilterra dovesse dirigere i propri sforzi primariamente nella costruzione di un impero d'oltremare, evitò infatti di impegnarsi eccessivamente nel teatro europeo, concentrandosi sulle campagne coloniali e il dominio dei mari.
Ripetuti invii di contingenti militari verso il Nord America portarono alla conquista dell'intero Québec nel mese di settembre del 1759 e alla presa della città di Montréal nel 1760, decretando, in tal modo, la definitiva uscita di scena della Francia da tutto il Nord America continentale. I Borboni rimasero infatti in possesso solo di alcune isole.

### Caraibi e America Meridionale
Anche nell'area caraibica la Francia accusò altre sconfitte per mano britannica, cedendo di conseguenza la Martinica e altre isole, compresa la Guadalupa, mentre l'Avana fu conquistata alla Spagna, entrata nel conflitto nel 1762.

### Penisola indiana
Anche il conflitto in Asia fu determinato dal controllo dei mari da parte della marina britannica, che rendeva quasi impossibile ai francesi l'invio di rinforzi alle colonie. Gli scontri iniziarono nel Bengala, dove l'abile Clive, che operava per conto della Compagnia britannica delle Indie orientali, riconquistò Calcutta il 2 gennaio 1757. In marzo dopo un bombardamento navale occupò il forte dell'allora Chandernagore, fulcro della presenza francese nel Bengala occidentale. Il 23 giugno colse a Plassey un'importante vittoria contro un esercito numericamente soverchiante di locali alleati dei francesi, che in pratica decise le sorti del conflitto nel Bengala. Gli scontri si spostarono quindi nell'India meridionale, dove gli inglesi riuscirono a mantenere il possesso di Madras. Sir Eyre Coote, al comando delle forze della Compagnia, sconfisse nel 1760 a Wandiwash il contingente misto franco-indiano della Compagnia francese delle Indie orientali al comando del conte de Lally. Seguì nel gennaio 1761 la perdita della piazzaforte di Pondichéry. Malgrado nel trattato di Parigi i due capisaldi venissero restituiti alla Francia, il conflitto segnò il definitivo affermarsi del controllo britannico sulla penisola indiana e il Bengala.

### Africa occidentale e sud-est asiatico
La Gran Bretagna riuscì a conquistare il Senegal in Africa, strappandolo ai francesi e Manila, nelle Filippine, strappandola alla Spagna.

## La fine del conflitto tra Austria e Prussia
Nelle condizioni di esaurimento reciproco di Prussia e Austria era oramai chiaro che nessuno dei due contendenti era nelle condizioni di raggiungere una vittoria definitiva. Maria Teresa aveva ormai perso la speranza di riacquistare la Slesia. Con la mediazione di Augusto III di Sassonia, re di Polonia, non fu difficile trovare un accordo in base al quale, in cambio della restituzione di Glatz, Federico si sarebbe ritirato completamente dalla Sassonia. Il trattato di Hubertusburg siglato il 15 febbraio 1763 presso il castello omonimo pose fine al conflitto nell'Europa centrale. Esso sancì in pratica la situazione precedente al conflitto, ripristinando l'assetto geo-politico germanico allo status quo ante, cioè alla situazione esistente, nel 1756, alla vigilia del conflitto. A seguito degli accordi sottoscritti, la Prussia si vedeva riconfermata come stato sovrano nella sua integrità territoriale e manteneva il possesso della Slesia. L'Austria doveva abbandonare definitivamente ogni velleità di rientrare in possesso della Slesia, per la quale aveva speso inutilmente enormi risorse per ben sette anni.
Dal punto di vista politico, la Prussia uscì comunque dal conflitto con riconosciuto il suo rango quale più piccola tra le Grandi Potenze europee, avviata a sostituirsi agli Asburgo come potenza dominante in Germania.

## La fine del conflitto tra Francia e Gran Bretagna

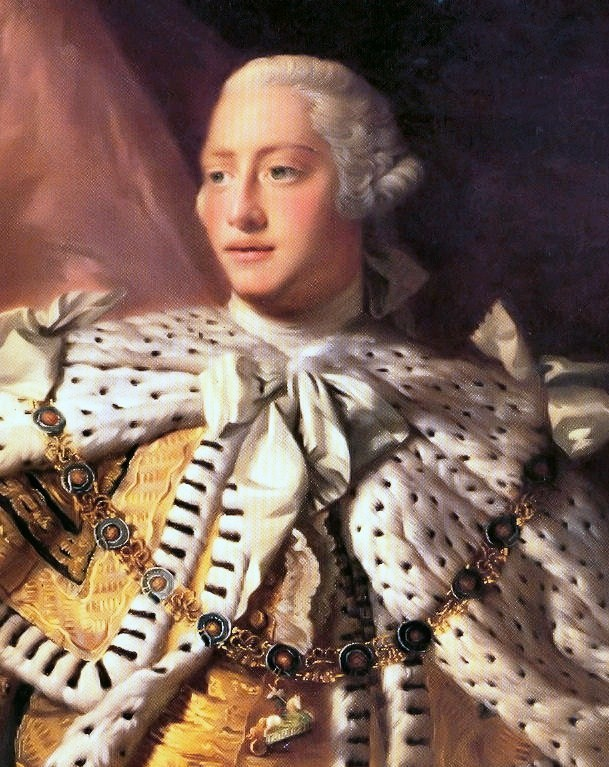
Giorgio III di Gran Bretagna

Il 10 febbraio del 1763, pochi giorni prima della firma del trattato di Hubertusburg, anche la Francia e la Gran Bretagna avevano sottoscritto a Parigi un trattato di pace che aveva definitivamente posto fine al loro lungo conflitto.
Invero, gli accordi di Parigi ebbero una gestazione alquanto più travagliata di quelli di Hubertsburg. Infatti, alcuni anni prima, nel marzo 1759, la Francia aveva stipulato con l'Austria un terzo trattato di Versailles mediante il quale Luigi XV si era parzialmente disimpegnato dai legami con l'Imperatrice Maria Teresa, concentrando tutte le sue risorse più nel conflitto con gli inglesi in terra d'oltremare che sul continente europeo. Inoltre Re Luigi aveva concluso il 15 agosto 1761 un nuovo "patto di Famiglia" con Carlo III di Borbone nuovo Re di Spagna succeduto a Ferdinando VI nel 1759.
Nel 1760 era deceduto anche Giorgio II e gli era succeduto Giorgio III. Fu proprio quest'ultimo che, nel mese di gennaio del 1762, sostenuto dal suo Primo ministro John Stuart conte di Bute, conservatore, ebbe a dichiarare guerra alla Spagna sul continente americano. Il conflitto fu molto breve perché il contingente spagnolo dislocato nelle terre americane, del tutto inadeguato a tener testa alle truppe britanniche, fu rapidamente e facilmente sconfitto.
Il Bute fu molto risoluto nell'avviare a conclusione il conflitto con la Francia, soprattutto dopo essersi reso ben conto che Federico II si era dimostrato un alleato non del tutto affidabile, perché utilizzava le sovvenzioni inglesi per tramare assieme alla Russia di Pietro III a salvaguardia dei suoi soli interessi territoriali, senza tenere in alcun conto gli obblighi derivanti dalla Convenzione di Westminster.
Il trattato di pace di Parigi, preceduto dai preliminari di Fontainebleau tenutisi nell'autunno dell'anno prima, imponeva un prezzo abbastanza alto alla Francia, ma non fu affatto umiliante, tant'è che il Parlamento inglese, nel ratificare gli accordi ebbe a rilevare che l'ex nemico era stato trattato con eccessiva indulgenza perché le erano stati restituiti troppi territori sul continente europeo, caduti in mano britannica lungo il corso del conflitto. Altri, invece, ebbero a far rilevare che una nazione come la Francia non andava umiliata, a evitare, in futuro, propositi di rivalsa. Pur tuttavia la Francia si sentì ugualmente umiliata, cominciando da questo momento a covare propositi di vendetta che avrebbe attuato negli anni a venire soprattutto sui mari.

## Conseguenze

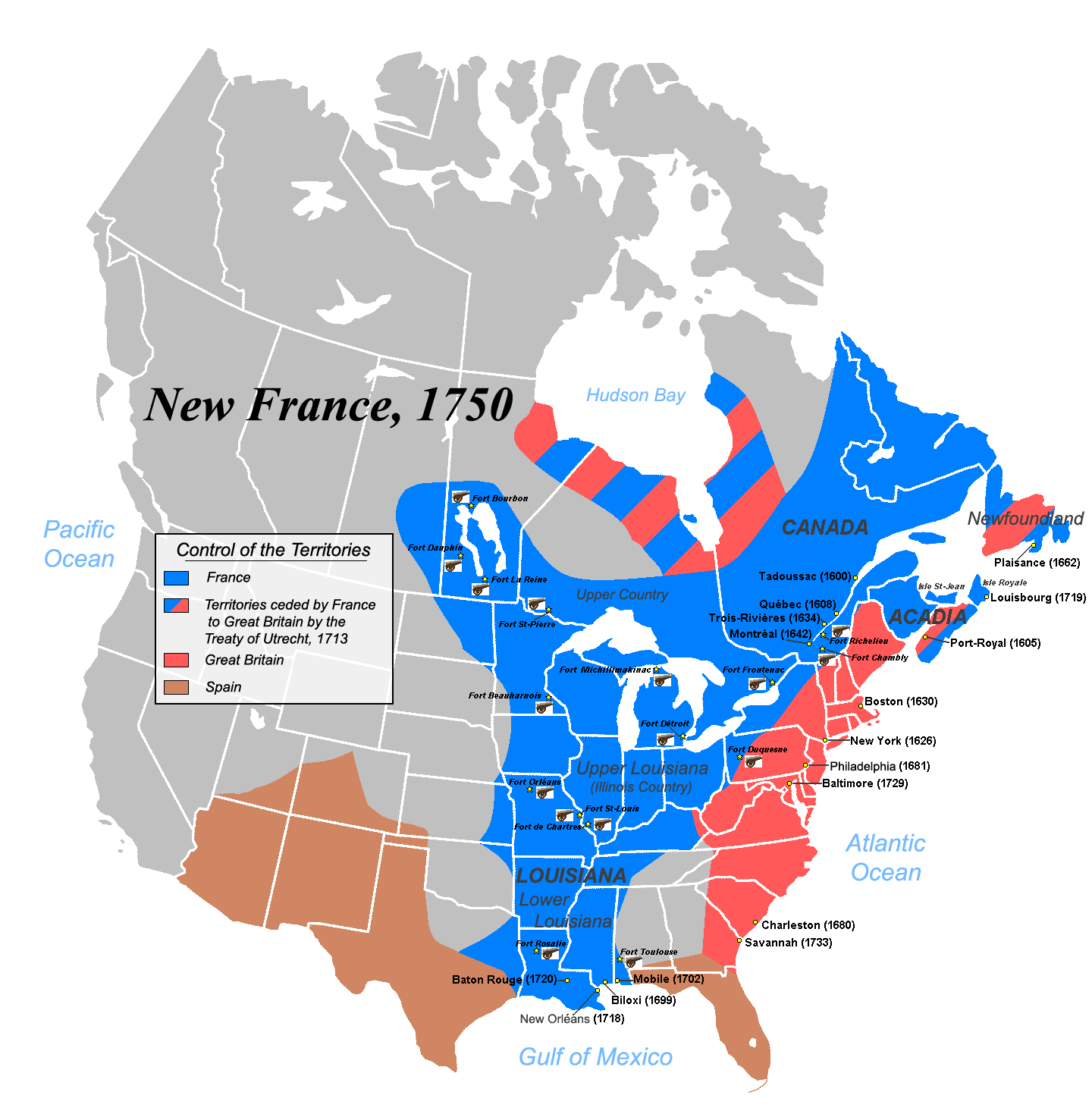
Nuova Francia nel 1750

La vera potenza vincitrice fu l'Inghilterra; infatti con la stipula della pace di Parigi, Giorgio III riuscì a estromettere completamente la Francia dall'America settentrionale, sottraendole interamente la Nuova Francia costituita dal Canada francese e dalla Louisiana francese. Si trattava di un territorio immenso, molto più vasto dei possedimenti inglesi in terra americana, che si estendeva su oltre quattordici Stati attuali, dal Montana alla Louisiana e che attraverso i grandi laghi si congiungeva con il Canada francese occupando circa un terzo di quelli che ora sono gli Stati Uniti. La parte orientale della Louisiana francese, quindi a est del Mississippi, andò ai britannici, mentre quella occidentale andò agli spagnoli. I britannici acquisirono anche la Florida dagli spagnoli in cambio di Cuba, da loro conquistata durante la guerra. Proprio la perdita della Nuova Francia, con la conseguente espansione inglese giudicata eccessiva, fu alla base della successiva decisione francese di sostenere economicamente e militarmente l'insurrezione delle 13 colonie americane che portò alla nascita degli Stati Uniti d'America, un'alleanza ricordata con la Statua della Libertà. La Francia dovette cedere anche alcune isole delle Antille caraibiche, tra cui Dominica e Grenada, nonché il Senegal e il Gambia in Africa occidentale.
Sul continente asiatico le acquisizioni inglesi risultarono altrettanto consistenti, con la conquista di Calcutta, del Bengala, della regione del Bihar e dell'intera regione del Deccan.
La Prussia riuscì soltanto a salvare sé stessa e la Slesia. Tuttavia, se l'obiettivo dell'alleanza franco-austriaca era quello dello smembramento della Prussia, l'aver mantenuto invece la propria integrità territoriale unitamente alla conferma del proprio status sovrano, non poteva certamente dirsi un risultato trascurabile, soprattutto visto che, accanto alla integrità territoriale, Federico II era riuscito a mantenere anche il possesso della Slesia.
Altra grande sconfitta fu l'Imperatrice Maria Teresa che, dopo ben sette anni di guerre che avevano scosso le finanze di uno stato ben solido come l'Austria, dovette rassegnarsi alla definitiva perdita della Slesia. La politica asburgica si orientò quindi definitivamente verso i Balcani e a est verso una Polonia sempre più debole.
L'alleanza tra la Francia e l'Austria venne comunque mantenuta e ulteriormente rafforzata ed ebbe il suo punto di massimo nel matrimonio, celebrato il 16 maggio 1770, tra l'arciduchessa Maria Antonietta, figlia di Maria Teresa, con il Delfino di Francia che sarebbe diventato Re con il nome di Luigi XVI.
Quest'alleanza costituì uno dei capisaldi della politica asburgica e consentì un trentennio di pace in tutta l'Europa occidentale. Malgrado ciò l'opinione pubblica francese la avversò grandemente, imputandole il disastro di Rossbach e dubitando dell'assennatezza dei Borboni nell'accettarla. Tale avversione avrà un certo peso nella loro successiva caduta.
In Europa orientale invece di lì a poco si sarebbe aperto un nuovo scenario di crisi. Le mire espansionistiche della Prussia, della Russia e dell'Austria sul regno più instabile del continente, la Polonia, e la debolezza del suo tradizionale protettore francese avrebbero portato allo smembramento di quest'ultima. Austria e Russia inoltre si sarebbero rivolte entrambe verso l'oramai declinante Impero ottomano.
Si è trattato del conflitto più sanguinoso del XVIII secolo. Una stima delle perdite - militari e civili - non è facile. Durante la guerra, la popolazione civile dell'Austria scese da 5 739 000 a 4 890 000 persone, con una perdita di 849 000 abitanti. La rinuncia austriaca alla Slesia e la creazione del mito di Federico il Grande costò al piccolo Regno di Prussia la morte di 180 000 soldati; in totale durante la guerra morirono circa 500 000 prussiani, un nono della popolazione totale, e in certe province - quelle a est dell'Oder, dove si era combattuto a lungo e dove erano passati i russi saccheggiando, devastando e stuprando - morì più di un abitante su cinque.